# 月光条例
『月光条例』（ゲッコージョーレイ、Moonlight Act）は、藤田和日郎による日本の漫画作品。話数の単位は「第○条」。

## 概要
『うしおととら』『からくりサーカス』に続く藤田和日郎の連載作品。『週刊少年サンデー』（小学館）にて2008年17号から2014年19号まで連載。前半は一話完結から数話完結形式の構成になっている。後半は、登場人物の過去を交えながら展開されるアラビアンナイト編（10巻-20巻）、そして最終決戦が行われるかぐや姫編（21巻-29巻）に続く。単行本は全29巻。
御伽噺を題材としており、和洋問わず様々な御伽噺が登場し、物語に彩りを添える。登場する御伽噺は誰もが知っているメジャーなものから、マイナーなもの、作者自身のオリジナルなど様々。また、藤田のお伽噺に対する感想や歯痒さが動機で描かれているとの事であり、「おとぎばなし」の世界の存在は、原作のような英雄的、あるいは清廉潔癖で高潔な人物ではなく、時に不遇な身を嘆き、描かれる幸福に疑問を抱く一人の人間として描写され、その御伽噺（およびディズニーや世界名作劇場）に対するアンチテーゼ的な側面も持ち合わせている。
作者のこれ以前の作品と比べ、残虐な描写はあるが直接的に描くことは抑えられており、「コメディ＆アクション」の体裁を保っている。また、スター・システムを取り込み、過去作品のキャラクターやデザインの流用が多く登場するのも特徴。
作品の舞台となる緋立(ひりゅう)市は、うしおととらが住んでいた東京都下の「みかど市」近くの街であり、井上和郎作『美鳥の日々』『あいこら』で登場する南緋立市の北に位置するという。漫画『まほろまてぃっく』にも登場する。
このように、物語世界の登場人物と現実世界の登場人物とが、互いの世界へ介入しあうメタフィクションの手法を通じて、物語の根源的存在意義を問い直す筋立てとなっており、作者自身、対談の中で、物語論のような漫画を徹底的に描いてみたかったと語っている。と同時に、想像次第で自由に変えたり生み出したりできる、物語の力そのものの凄さについて純粋に楽しんでほしい、とも述べている。
なお、当初は「月狂条例」というタイトル案が挙がっていたが、諸事情で変更となったという。

## あらすじ
何十年かに一度、真っ青な月の光が「おとぎばなし」の世界をおかしくする。
おかしくなってしまった「おとぎばなし」の世界を正すべく、「月光条例」の使者である「鉢かづき姫」は「〈読み手〉」の世界に助けを求めやってくる。
偶然「月光条例」の極印が刻まれ執行者となった岩崎月光は、おかしくなってしまった「おとぎばなし」を正すための戦いを始めることになった。
３匹のこぶた、シンデレラ、赤ずきん、桃太郎といった「おとぎはなし」のねじれを正した岩崎月光は、アラビアンナイトの世界で、自分の過去を知るという謎の人物と出会う。
徐々に登場人物たちの過去と正体が明らかになっていく戦いの末、月光たちは、地上の全ての物語に重大な危機をもたらそうと企てる、謎の勢力の正体へと迫っていくのであった。

## 登場人物

### 主要人物
岩崎 月光（いわさき げっこう）
本作品の主人公で、現（うつつ）高校2年7組に在籍する不良。腕っ節が強く、非常に喧嘩っ早い。超が付くほどのひねくれ者で友達も少ない。性根は真っ直ぐで行動力に優れ、弱い者いじめを嫌う正義漢だが、口の悪さと粗暴粗野な面ばかり目立ち、幼馴染みの「演劇部」以外には理解者がいなかった。無学無教養で一般常識もあやしいが機転は利き、頭の回転は速い。なにより物事の本質をズバリと言い当てる鋭い洞察力を持ち、人の話をよく聞き簡潔だが人の心を打つ強い言葉を吐く。なによりの取り柄が「タイミングが良い」こと。苦手なモノは、「お月サマ」、「本当のコトを言うコト」、「演劇部（エンゲキブ）」、「オヤジさん」の4つ。
実は嬰児のときに神社で拾われた子供で、岩崎家の養子（養孫）にあたる人物。養祖父・徳三との関係は良好であり、彼の養孫として家族同然に暮らし、自宅兼店舗の「ラーメンいわさき」の出前を手伝うなどしている。幼馴染の演劇部とは兄妹同然の間柄だが、あまりにも多くの弱みを握られており、脅迫に屈して従わせられることも多い。
月打された兄嫁と戦う鉢かづきに極印を刻まれ、なりゆきで〈執行者〉となる。以来、月打されて人間界に迷い込むおとぎ話の住人たちと死闘を繰り広げることになる。最初は全くやる気が無く、女性である鉢かづき姫を武器として振り回すことにも抵抗していたが、「一寸法師」の世界で、鉢かづき姫の覚悟を見せつけられ、徐々に執行者としての自覚と覚悟を備えていく。
物事をはっきり言う性格のせいで、おとぎ話の住人たちからは好かれる。また、天道とは無二の「悪友」。〈執行者〉になって以来、人と関わる機会が増え、本質を知った図書委員、放送部といった女性たちからは非常にモテる。ただ本人は朴念仁で恋愛には極めて疎い。演劇部に対しては特別な感情を抱いているがあまり表には出さず、他の男が近づくと機嫌を損ね、傷つける者に対しては激怒する。見かけによらず純情で、演劇部の裸や、鉢かづきの褌を締めた下半身があらわになった時はかなり慌てていた。
鉢かづき姫や演劇部の求めで動くが、徳三譲りの頑固さで自分の信念に従い行動するため、人々の求める助けとは別の答えを出すことが多い。このため月打とは別に、おとぎ話の世界の住人たちが抱える性格的な弱さや歪みを正して根本的な解決に導くことも多い。時折、極印の力だけではない人間離れした異常なパワーを出すことがある。
その正体はおとぎばなし「青い鳥」の主人公・チルチルが、「打ち出の小槌」の力によって転生し「読み手」界に誕生した存在。「アラビアンナイト」の世界で魔法の持つ圧倒的な力に対抗するため、魔法のランプの中で修行を行う。その際に新たな力を得るのではなく、前世であるチルチル、散吉の記憶を辿ることによって能力を取り戻した。髪型がチルチルの帽子と同じ形になり、空を飛び、変身、分身を駆使した多種多様な魔法を使いこなす。
その激闘の末、アラビアンナイト事件は、月打されたミチルによって引き起こされたことが判明する。しかしチルチル（月光）は、自分の分身が起こしたことだと長老会に言い放ち、ミチルをかばったことで、総重量240キロの透明な鎖に繋がれ、強制的に「青い鳥」の世界に送還させられるという罰が宣告される。
チルチル
メーテルリンクの青い鳥の主人公で月光の正体。宝石のついた魔法の帽子を使い、行きたい世界に自由に行くことが出来る。
100年前に最強月打を受けたことで「サクシャ」の存在を理解。あてもなく青い鳥を探し歩く悲劇を書き直させるために現実の世界でメーテルリンク本人に会う。しかし、メーテルリンクから書き直しを拒否され、「青い鳥」はアンデルセンの童話や他の物語のような悲劇ではないと教えられる。
すべての悲劇を書き換えることを決意したチルチルは「はだかの王様」の物語に入り、そこで鉢かづきと王様に出会う。王様の放った雷弾で行き先が狂ったチルチルは「長柄の人柱」（雉もなかずば）という日本の物語の中でお菊とその父がほんの些細な罪がもとで辿った悲劇の一部始終を見て、変わり果てたお菊の姿に衝撃を受ける。しかし、願いも空しく作者がいない悲劇を改編することは出来なかった。傷心を抱え、「誰かを幸せにするまで物語には戻れない」と言うチルチルに王様は執行をためらい「マッチ売りの少女」を教える。チルチルは物語を破壊し「マッチ売りの少女」を拉致。作者であるアンデルセン本人に会う。書き直しを要求するが拒否され殺そうとするが、少女から止められる。アンデルセンからどんな願いも魔法で叶う「アラビアンナイト」の存在を聞いたチルチルは「マッチ売りの少女」と共に「アラビアンナイト」の世界に向かい、そこで魔法の力を得る。
チルチルの行為を問題視したツクヨミは異例とも言える大部隊を編成して執行に赴き、「打ち出の小づち」で張った結界の中でチルチルに戦いを挑む。チルチルは強力な魔法でツクヨミを次々に返り討ちにするが、斉天大聖の圧倒的な力を前に敗北。最後は魔力の暴走により砕け散る。お菊とマッチ売りの少女は打ち出の小づちの力でチルチルを再生させ、「どうかチルチルが自分自身を救えますように」と願う。
散吉（さんきち）
元はチルチルだった青年。容姿も年格好も月光とほぼ同じだが、いまだおとぎ話のキャラとしての特性を持ち普通の人間ではなく、魔法の力も使える。自分の物語に居場所をなくし、日本に迷い込んだチルチルは月夜の線路で「センセイ」と出会う。洋文学にも詳しい「センセイ」はチルチルの話を信じ自分の家に住まわせる。身の回りの世話や畑仕事を手伝って暮らすうち、肉体が急激に成長したことから新たに「散吉」と名付けられる。
「打ち出の小づち」の与えた運命を受け入れ淡々と生きる散吉は「センセイ」を慕う露と出会い、更には「センセイ」が〈サクシャ〉の一人であると同時に〈執行者〉だと知る。病を抱えたセンセイにかわり、露、鉢かづき姫と共に〈執行者〉として活躍する。「幸福の王子」への執行を終えた「センセイ」は急激に病が悪化。散吉は露の激しい嫉妬にあいながらも「センセイ」を献身的に支える。
〈執行者〉としての職務を完遂した「センセイ」はその報酬として「打ち出の小づち」に「散吉に新しい人生を…」と願い事をかける。また、露の正体について話し、彼女を託す。
「センセイ」の最期を看取った後、散吉は打ち出の小づちの力により強制的に転生させられる。赤子になった散吉は神木のうろで泣いているところを徳三夫妻に拾われ「岩崎 月光」として育つことになった。
演劇部（エンゲキブ）
本作品のヒロインの一人で、本編において代表的な語り部。今時な性格をした女子高生。岩崎月光の幼馴染で、同じ現高校2年7組に在籍。月光の秘密ネタを大量に知っており、月光を脅すことが多々ある。また、月光とは強烈なスキンシップ（「お互いの首を絞め合う」「尻をつねり合う」「顔面に膝蹴りを入れる」等）をみせる。その名のとおり演劇部に所属し、正真正銘の八方美人であるが、友好関係は幅広く、活発明朗な性格から「ミス現高」のNo.1に選ばれるほどに男女ともに人気がある。多くの生徒を夢中にする演技力をはじめ、運動部から助っ人を頼まれるなど、身体能力にも優れている模様。その半面、妬みを持つ者や後述の男遊びが多い彼女を快く思わない者も多い。性格はサッパリしていてポジティブ。誰に対しても友好的に接するため〈登場人物〉たちから慕われている。男性アイドルであるイデヤの大ファンでもあり、月光そっちのけになる程のミーハー。また「ラーメンいわさき」のラーメンはお気に入りでよく食べている。
「演劇部」はあだ名で、本名は不明だが、同じ演劇部の部員はおろか学校の教師にまでそのあだ名で呼ばれるほどに浸透している。演劇に関すること（体作りやダンス、バレエ、発声練習などのトレーニング）には、異常なまでの情熱を燃やす。その一方、無学無教養で台本以外の本は一切読まないせいで「おとぎばなし」に関しては無知。「鉢かづき姫」こそ舞台で姫を演じるため知っていたが、誰でも知っている有名な「おとぎばなし」でさえ知らないことが、本の世界でシンデレラの代役を務めたときの振る舞いに現れてしまい、月光にアホウ呼ばわりされてしまう一方、持ち前の機敏さと共感力により、月光とシンデレラの対決を仲裁し、シンデレラの悩みを解消することに成功する。
アラビアンナイト編以降、機転を利かせてアラディンの指輪を盗んだり、月の客の特性を読んだりと、冷静に周囲の状況を判断する描写も増えていく。アラビアンナイトの世界でシンドバードにさらわれ、孫悟空、月光に助けられながら脱出に成功するが、月打されたミチルに石化の呪いをかけられてしまい、月光がその呪いを解くまで、砂漠に置き去りにされる。
釣りや鉄道模型、乗馬、サーフィン、BMXなど、様々な「熱中できる趣味」を持つ男を見つけては、わずかな間だけ交際しては手も握らないまま次の男に乗り替える尻軽生活を送っている。そしてそのその時付き合っている男の趣味に興味を持っては、自らも追求しようと熱中する。過去には天道とも付き合ったことがあり、身の上話を知っていた。心の底では自分に笑顔を教えてくれた月光を強く慕っているが、それを素直に表せてはおらず、この好意について十分理解しているのは、同じ演劇部の友達2人とシンデレラだけである。
月光との出会いは小学校3年生の頃。現在では考えられないほど暗く荒んでいた。放課後の校庭に一人佇んでいる姿を見かねた月光が声をかけたことがきっかけで徐々に明るい性格となり、小6の頃には逆に周りから避けられる月光と周囲とを取り持とうとするようになっていった。
自宅は高級マンションの最上階にある5LDKメゾネットと大変裕福だが、劇団の座長である父親、演劇の専門誌の編集者である母親ともに多忙で家をほとんど空けており、家族愛には恵まれていない。なお、彼女の家には月光らの前に姿を現す以前の写真・記録は一切存在せず、唯一アルバムに貼られた両親と思われる写真も雑誌の切り抜きであるなど、おかしなことが多く、図書委員と鉢かづき姫に素性を調べられている。その正体は「高勢 露」であり「かぐや姫」。
鉢かづき姫（はちかづきひめ） / 〈呑舟（ドンシュー）〉
本作のヒロインの一人。おとぎばなし「鉢かづき姫」の主人公。亡き母親から与えられた大きな鉢を頭に被った『お伽草子』のお姫様。通称「鉢かづき（ハチカヅキ）」、「はっちゃん」。また、〈呑舟〉の異名を持つおとぎ話の世界では有名な伝説の使者。鉢の中は真っ暗で下から覗き込んでも彼女の鼻から上の顔は見えない。鉢を被っていたことで数十年繰り返し起こった〈月打〉を免れてきた。
ただ、当然ながら日常生活において鉢は邪魔で異様。大抵の事に鷹揚な徳三にも信じて貰えなかったほど。働き者で生真面目な一方、ドジっ娘でかなりの天然。使者として何度か〈読み手〉界に来ており、生活習慣や事情にはある程度通じているが、最後に来たのが70年前であるため現在では通用しない点も多い。着物の袖に黒電話を所有しており、おとぎ話の住人だけでなく演劇部の携帯とも連絡をとりあう。初回登場時は着物に草履履きだったが、途中から靴履きになった。あんこ以外の菓子は苦手。なお、心に決めた人（おとぎばなし中の恋人・宰相さま）がいるため、月光に恋愛感情はない。
来るべき「月打」に備えて、鉢に極印があり、執行者の武器となるための修行を欠かさずに行っていた。ついに訪れた月打によりおとぎ話の世界が混乱する中、長老会の一人である「はだかの王様」の指示で〈読み手界〉に向かう。演劇部の手にしていた本から突然現れて月光に衝突し、その顔に極印を打ち込んだ。なりゆきで助太刀した月光、演劇部とともに兄嫁の一人を執行する。物語の中では働くことで自分の居場所を作っていたため、ラーメンいわさきを手伝い、岩崎家の家事を担当する。
その使者としての覚悟は非常に強く、自分を気遣って執行に手間取る月光に執行者としての真の覚悟を促した。その後は月光の最も信頼するパートナーとしてあらゆる局面で活躍する。
武器を呑み込むことにより、呑み込んだ武器と同じ姿になることが出来る能力を持ち、変化した武器は元の10倍の威力を持つようになる。武器としての基本形態は鬼の金棒型。鉢を巨大化させて盾として使えばミサイルの直撃にも耐えられる。鉢を回転させて飛行する事も出来る。武器だけでなく自動車や飛行機をも呑み込んで変化できる。大きなものを呑み込む特性があるため巨大化したおむすびも平然と食べてしまった。また格闘（カポエラ）の心得があるので蹴り技を得意とし、その際にはトゲつきの足輪をする。当初は何も下着をつけずに足技を使っていたが、下帯（ふんどし）を締めるようになってからは裾が割れるのを気にせず開脚できるようになったため200回転ほど足が回るようになった。月打された「七匹の子やぎ」を一瞬で倒したらしい。その万能ぶりは話を追うごとに激しくなっている。
かつては「センセイ」とコンビを組んでおり〈呑舟〉の伝説もその時の活躍による。当時の基本形態は鍬型だった。月光とはチルチル、散吉の時代から様々な因縁を持ち過去の所行や「センセイ」との悲しい別れも知っている。ただ、打ち出の小づちに与えられた新しい人生を生きている月光について、薄々は気付いていたが余計なことを言わなかった。
一寸法師と同様に自分の物語を離れて暮らすが、不在の間は兄嫁の一人が代役をつとめているため、5日間の制約に縛られない。
工藤 伽耶（くどう かや） / 図書委員（トショイイン）
本作品のヒロインの一人で、月光らが通う現高校の図書委員を務める美少女。長身で、長い黒髪と切れ長の目が特徴。現高校では特別進学クラスの2年12組に在籍。大学教授だった両親の影響から文学や応用数学に精通し、ディベートの天才で気位が高く、無知で教養のない相手は歯牙にもかけない。またクールで何事にも理屈っぽく、演劇部とは悉く正反対。あらゆる分野の本を読み、本に非常な愛着を抱く。それゆえ、おとぎ話への造詣も深いが他者との関わりは浅い。
「暴力的な者」「本を大事にしない者」を毛嫌いしており、そのせいで月光や演劇部に対しあまり良い感情を抱いていなかった。ただ、月光のぶっきらぼうな中に垣間見える優しさと、運命を感じてしまうほどのタイミングの良さに気付いてしまい、好意を抱くようになる。両親は幼少期に交通事故で他界しており、祖父母が営む古本屋に住んでいるが、関係は良好で普段の態度とは一転して柔和な姿を見せており、大学進学後は店を継ぐ予定でいる。
初登場は第5巻。ブレーメンの音楽隊について図書室で調べものをしていた月光、演劇部らと出会い情報を与えた。TV番組への出演がきっかけでイデヤに見込まれ、ツクヨミ側の正統な〈執行者〉としてコンビを組むよう要請される。おむすびを巡る戦いで、言葉巧みに丸め込み市民を犠牲にしようとしたイデヤに反発し、理屈を超えた強さで見事人質を救出し、事件を解決した月光たちに惹かれるようになる。その後の赤ずきんの一件を機に、ツクヨミの「数での戦略」に嫌気が差し、ツクヨミの〈執行者〉辞退を申し出た。一般執行者になってからも、言い寄ってきたり、ツクヨミの方針に忠実なイデヤには厳しく、アラビアンナイト事件後に岩崎月光を逮捕しようとした平賀総司令にも堂々抗議するといった正しさへの気概を捨てなかった。
終盤、月の客との戦いでは、彼らが連れ去ろうとしていたエンゲキブを米潜水艦にかくまうようツクヨミ本部に要請する。潜水艦内でのエンゲキブの求めにより、月光やおとぎ話のキャラクターを助けに向かうことを決めた後は、竜宮丸に乗って読み手の世界へ強行突入するなどの即断即決ぶりを発揮する。再びイデヤとタッグを組み、不利な状況下で月の戦士メイジを倒す方法を考案、さらにはエンゲキブ（カグヤ）に変装して敵を欺くなど、機転を利かせる作戦で、強大な月の客にひるまない勇気を見せる。
小学生にして祖父の古本屋の本を全て読破しているほどの博学才媛で、「青い鳥」の発表年といった細かな知識まで豊富なため、おとぎばなしの知識に欠ける月光らをサポートするポジションに立つ。ただ、物事を真正面からしか捉えられない欠点も持つ。
特徴のある瞳を除いて、すらりとした立ち姿や長い黒髪は「高勢 露」に瓜二つで関係を強く疑われる。また、本名や性格なども露の正体である「かぐや姫」を彷彿とさせる。月光自身も疑いをかけるが彼女の告白により、その可能性は絶たれ、直後にエンゲキブが高勢と判明する。
ストーリーを進行する上で、月光と演劇部があまりにもおとぎ話や童話に疎いため、解説者として図書委員が生まれたという。

### 読み手界の人物

#### 月光の関係者
岩崎 徳三（いわさき とくぞう） / オヤジさん
「ラーメンいわさき」の店主で、月光の養祖父。常に自店のTシャツ（「麺 on the silver mountain」のロゴ付き）を着ている。彼が作るラーメンの味は珍味らしく、雑誌でも褒めているのか貶しているのか微妙な評価されている。借金があるほどの貧乏生活を送っているにも関わらず、客にツケで食べさせるなど金銭に無頓着。
17年前の12月、妻との間に子供ができなかったため、里親の相談をしていたところ、神社の御神木のウロに捨てられていた赤ん坊の月光を見つけた。現在の月光の性格を形成した張本人であり、言い訳などの後ろめたい言葉を口にする月光には徹底的に厳しい。しかし当の月光が、不器用ながらも養祖父の事を慕っているのは、小さい頃に養祖母（ばあさん）が亡くなってから男手一つで熱心に育て上げてくれたからである模様。かつて徳三の母親は、戦争の焼け野原で、焼け焦げた一冊の絵本を見つけて涙が止まらくなり、「人間は夢がないと生きていけない」と学んだという。徳三もまたそのことを月光に語り継ぎ、月の客の到来を前にした彼を心の底から励ました。ちなみに、月光がケンカをしても警察沙汰になっていない事が自慢らしい（実際は署長の手回しにより無い事になっている）。
「ラーメンいわさき」には、第一話から常連客として、漫画家フヂタカヅヒロが来店している。
ばあさん
徳三の妻で月光の養祖母。月光が中学生の頃、入院の末に亡くなっている。月光を学業に専念させるため、店の調理場に入れなかった徳三とは対照的に、ラーメンの作り方を月光に教えている。生前、月光が人間ではなく「どこか遠いところから来た」ことをエンゲキブに語っていた。
高木 天道（たかぎ てんどう）
月光の宿命のライバルにして「悪友」。暴走族の間では「走り屋天道」として恐れられている。演劇部にとっては元カレの一人に過ぎないが、天道は演劇部に未練たっぷり。月光とは死ぬほど仲が悪くしょっちゅう殴り合いをするが、途中からぐだぐだになり決着がつかない。月光との最大の違いは「タイミングが悪い」こと。月光に貸しを作る最大のチャンスに両足を骨折していたり、演劇部を誘おうとしたときに月光が通りかかるなど散々。
幼い頃は自衛隊の曹長だった父親から鍛えられていた。その父親の死後、実母に「再婚するための障害」として邪魔者にされた挙句捨てられ、自動車などの修理を行っている叔父の所に引き取られて、やがてメーカーとして発展して社長になった叔父の養子になった。
見た目に反して正義感が強く、チンピラに脅されている老婆を助けたり、演劇部にプレゼントを渡そうとするなど、意外な一面も持つ。その人柄のためか、不良仲間や実家の会社に勤める社員達に慕われている。その一方で「己の幸せ」を優先した実母に捨てられた経験から、幸福になることについてはシビアな考え方を持っており、シンデレラの本音に戸惑う一寸法師に「他人を気にしていては幸せになれない」と語ったりしている。
月打されたシンデレラに巻き込まれた事で、月光達に協力するようになった。月打時の記憶を持ち合わせるため、月光らの戦闘の援助を行っている。
月光をライバル視している同士だからか、一寸法師とは仲がよく、比較的一緒にいるシーンが多い。
署長 / ショチョーさん
月光たちの住む町の警察署の署長。本名は不明。オヤジさんとは「トクちゃん」と呼ぶほどの友人。オヤジさんのラーメンも気に入っている。月光のケンカに関する警察沙汰は、オヤジさんの耳に入らぬよう、彼が手回しをしている。
本庁の方から、月光条例およびツクヨミに関する知らせは聞いていたが、演劇部の話やイデヤの姿を見るまでは信じていなかった。警察官であるため、彼の所属する署も、ツクヨミの協力をすることになっている。
藤木 裕美（ふじき ゆみ） / ホウソウブ
実家は花屋「花の藤木」。近所に住む工藤の中学時代までの同級生で幼馴染。現在はミッション系の高校に通っている。普段は物静かだが、月光との恋愛を妄想するなど不純な一面もある。
ある日、月打された「きき耳ずきん」の主人公の若者に、「お前は長者どんの娘でオラの嫁だ」と言われ、執拗に狙われていた。動物園でとうとう捕まり絶望に瀕していたが、タイミングよく駆けつけた月光（と鉢かづき姫）に助けられる。若者が元に戻った事で一連の出来事はほとんど忘れてしまったが、月光の事だけはおぼろげに覚えていて、彼のタイミングの良さから好意を持ったようである。
一話限りのゲストキャラクターから準レギュラーに昇格した事情は6巻巻末を参照。
一緒に海水浴に行くつもりがアラビアンナイトの世界にまで同行することになった。工藤と同様に頭の回転が速く、人の心を理解するのが得意であり、花の知識にも詳しい。「みにくいアヒルの子」に乗ってチルチル一行から逃げている間に、平賀指令がうちでの小槌を送ってきた理由を見事に推測する。なぞかけでセクハラの限りを尽くした精霊・ウッディータを懲らしめるため、その自信を逆手にとったなぞかけで撃沈した。
アラビアンナイトの世界から戻り、七夕を終え、エンゲキブから今度の終業式に転校することを告げられる。その際、月光へ告白することを勧められるが、どうせ月光が自分を好きになることはないからと自虐するエンゲキブに対して憤り、好きな者に対して相手の気持ちを先回りして決めつけるべきではなく、言うべき言葉はあるはずだと訴え、そのやりとりを月光にも伝えることとなった。
センセイ / 宮沢 賢治（みやざわ けんじ）
黒い丸帽に背広姿、黒い外套、仏のように柔和な顔が特徴の人物。初登場は桃太郎の回想。
東北の田舎で教師をする傍ら文筆活動に励む。肺病を病んでからは教職を辞し晴耕雨読の生活を送る。左耳の後ろに極印を持つ〈執行者〉で、鉢かづき姫のパートナーだった。
実家は裕福な実業家だが長男でありながら家業を継ぐことを拒否し、父親からは勘当同然の扱いを受け「デクノボー」（役立たず）と罵られる。性格は温和ではあるが自虐的で悲観的。自分の命数が少ないことを意識しつつ毎日を過ごす。真面目で面倒見が良いため教え子や自宅周辺の農家からは慕われる。ただ、高瀬露に対してだけは異様なほどに冷たく突き放す。
月夜の線路で運命的な出会いを果たし、行き場がなく迷い込んできたチルチルを保護。「チル＝散る」にちなみ「散吉」と名付け、共同生活を送る。
月との対話により物語を紡ぎ出す。また、過去・現在・未来に関する出来事も知っており、チルチルの辿ってきた過酷な運命についても知っている。その上で、何者にも惑わされず他人を救うために自分を平然と犠牲に出来る散吉に愛情と強烈な嫉妬を抱き、彼に新たな人生を歩ませることを心から願う。また、この世にただ一つの心残りである愛娘・露の秘密を話し、その後も孤独な運命を辿る彼女のことを託した。
自らが理想とする「幸福の王子」への執行を果たしたことで〈執行者〉としての役割を終えた後、病が悪化して帰らぬ人となる。その死の直後に散吉も転生するが、彼の存在や想いは様々な形で影響を与える。
高勢 露（たかせ つゆ） / かぐや姫
散吉が出会った運命的な少女でセンセイの養女。田舎の学校の教員で、おとぎ話にも詳しい。和装にブーツ、長身で黒髪の綺麗な美人だが、絶望に縁取られた異様な目つきをしている。嫉妬深く、センセイの世話を焼く散吉に対し、露骨に敵意を剥き出しにする。右手に極印を持ち、執行者代理を名乗って鉢かづき姫と共に戦う。誰かの役に立つことでしか自分の居場所を見つけられないという強迫観念にとらわれているせいで、自分の身を危うくする戦い方をしてしまう。「孤独」「絶望」「無力感」といった同じ辛さを味わってきたせいでどこか自分と似ている散吉に対し辛く当たる。
センセイが語ったその正体は「おとぎ話」ではなく実話としての「竹取物語」に登場する「かぐや姫」その人であり天女。誰かに拾われては先立たれる孤独と地獄を味わい続けたせいで人への愛情に飢えている。センセイに出会えたことで、ようやく理解者に巡り会えたと思っていたが、田舎ゆえの世間体と自らの寿命が少ないことを理由に遠ざけられてしまう。
センセイの死に続いて、散吉とも別れてしまうが別れに際し「ケンカ相手でも一緒にいたい」と願う。
作中の描写からも工藤が高勢のように思えたが、実際はエンゲキブの真の正体であった。
かぐや姫
「竹取物語」に登場する天女で、エンゲキブ、高勢露の正体。姓名はカグヤ・スズアカ・アナニエ。月の向こうの世界で図書寮の役人を務める父シカリオと、その妻ヤササメのもとに生まれ、平民出身ながら光の受け手として優れていたため、次王オオイミの許嫁に選ばれる。
月の王国では、嘘によって争いが続いた過去を改めるために、「正しい真実」が絶対という道徳が敷かれている。あらゆる嘘、物語を創作する行為は厳罰にあたり、かつて両親を安心させるためについた小さな嘘がもとで、カグヤは「穢き地上」に堕とされる。刑期は一千年に渡り、何度も転生を繰り返しながら、幾世代もの人間と死別しなくてはならない孤独を浴びせられ続ける。彼女が高勢露やエンゲキブとして、センセイ、散吉、月光に出会ったのも、その途上における出来事であった。
しかしカグヤが地上に堕とされた真の目的とは、オオイミ王が別な王妃を即位させるための口実づくりであるとともに、月の世界のエネルギー源として、電池として使い棄てるためであるという。千年間、太陽の光を浴びることで不死身となり、力の増殖炉・蜍威（ジョイ）として、月世界のエネルギー不足（青い太陽の力が弱まる）を解決するという。
刑期を終えた彼女を連れ戻そうとする月の客から逃れるため、工藤らの計らいで米軍の潜水艦に隠されていたが、月光を助けたいと決心し、工藤、天道とともに北極へと向かう。武器は千年分の太陽の力が蓄積された領巾（ひれ）である。その力を開放すると一人で月の艦隊を圧倒するほどの戦闘力を発揮することができ、おとぎ話のキャラクターたちが月の客との抗戦に出向くまでの時間を稼いだ後、月光がオオイミ王との対決に専念できるように導くなどの活躍を見せる。

#### その他の人物
谷口書店の老夫妻
ラーメンいわさきのあるニューえびす商店街にある本屋の老夫妻。毎回、月光条例を巡るドタバタに巻き込まれる。
ユミカ
ごく普通に暮らす小学生の女の子。母親が入院した祖母がいる病院に行ったため、一人で留守番していた。代わりに面倒を見てくれるカナエおばさんの来訪を待っていた際、月打したうりこひめに襲われ成り代わられてしまうも、鉢かづき・演劇部・月光に救助された。
たいぞう
小学2年生の男の子。母親に商店街に連れてこられた時に、月打されたおむすびに取り込まれたが、月光達に救助された。
神林 佳代（かんばやし かよ）
50年前にごく普通に暮らしていた女の子で赤ずきんにとっての「おひさま」。「赤ずきん」の本を非常に愛読していて、同時に赤ずきんも彼女の事が大好きだったが、神林ら3人が起こした火事の際に、その本を取りに行くため燃え行く家の中へ戻り、そのまま家の中で倒れ、亡くなってしまった……と思われていたが、実は神林によって助けられていた事が判明する。現在、神林の妻になっている。赤ずきんを見たとき、自分が昔読んでいた赤ずきんである事は分からなかったが、今でも孫娘の果歩には「赤ずきん」の絵本を読んであげているようである。
神林 剛三（かんばやし ごうぞう）
元刑事。演劇部曰く30年間定年退職までバリバリと警察業を勤め上げた人物。50年前、当時学生であった彼と仲間2人が日々のストレス解消のため、ボヤを起こそうと火をつけた（神林本人はあまり乗り気ではなかった）が、それがやがて一軒の家を火事にしてしまった。そしてその場で家の中へ戻っていく佳代を見て、意を決して家の中へ飛び込み、中で倒れていた彼女を発見し、救出することに成功した（赤ずきんは本が燃え尽きてしまっていたためこの場面を見ることができなかった）。しかし、その時の罪悪感は未だ燻り続けているらしく、赤ずきんには命を差し出してでも謝罪しようとした。助けた佳代と結婚、今では孫娘・果歩もいる。
神林 果歩（かんばやし かほ）
神林剛三と佳代の孫娘。容姿は少女時代の佳代とよく似ている。佳代の不注意で起きた火事で、家の中に取り残されていたが、そこへ赤ずきんが現れて、彼女に助けられ、そのまま一緒に空へ飛んだ。その後、赤ずきんから本の世界の住人ゆえの悲しい事情を聞いて、「赤ずきんちゃんを忘れるわけない」と言いながら、彼女の頭を撫でてあげた。そしてその後、赤ずきんのバスケットに乗せられて地上に降ろしてもらい、無事に剛三達の元に戻って行った。
小竹（こたけ）
現高校新聞部員で、月光やエンゲキブの同級生。密かに好意を寄せるエンゲキブに接近するために行った新聞部のインタビューを経て、当初嫌っていた月光を尊敬するようになり、桃太郎との決戦時には、イデヤ、天道、シンデレラに助力を要請するなどの役割を果たす。
杉村 八重子（すぎむら やえこ）
現高校演劇部の部長。
フヂタ・カヅヒロ
第一話から登場する「ラーメンいわさき」の常連客で、漫画家。工藤伽耶の祖父母が営む工藤古書店にもよく出入りしており、代表作『からぶりサービス』を工藤に渡したり、カントの哲学書を購入したりしているが、工藤からは不審者扱いされている。
モーリス・メーテルリンク
『青い鳥』の作者。チルチルが『青い鳥』が悲劇的であるために書き換えて欲しいと申し出てきたが、他の作品の方がもっと悲劇的だと諭した。
ハンス・クリスチャン・アンデルセン
「マッチ売りの少女」の作者。
メーテルリンクから「青い鳥」よりも悲劇的な作品の作者として名指しされる。その作品とは「マッチ売りの少女」であり、貧しい主人公がさらに悲劇的な結末を迎えるストーリーを書き換えるよう、チルチルは銃口を向けてアンデルセンを脅迫する。しかしアンデルセンは、自身の母親の死を巡る痛切な境遇から「マッチ売りの少女」を書いたのだと語る。そして「言いたいことを変えたらお話は死んだも同じ、作者も死んだも同じ。だから死んでも書き直せない」と命からがら拒否する。
彼の伝えたかったことはチルチル（月光）にキチンと理解されていったようで、シェラザードに「サクシャは物語を簡単に書き換えたりしない」と説教している。

### 「おとぎばなし」の世界

#### 月光側
一寸法師（いっすんぼうし）
おとぎばなし「一寸法師」の主人公。鉢かづき姫と同じ『お伽草子』出身。鬼の一人・太郎丸の助けにより鉢かづき姫の鉢に隠れて〈読み手〉の世界へとやってきた。鬼の金棒の件が片付いた後、おとぎばなしの世界に帰ったが、自分を「負け犬」と呼んだ月光を見返すために〈読み手〉の世界に戻ることを決意。三条の姫が打ち出の小槌で本の主人公である一寸法師の代理をつとめる偽物を用意したため、消滅の期限である5日の制約に縛られることなく無期限で〈読み手〉界に出張中。
物語の中においての最終的な地位が「中納言」であるために、基本的に他者を見下す自己中心的な性格をしている（いわゆるオレ様キャラである）が、実際は自分の小さな躯体を気にして強がっている姿でもある。当然「ちっちゃい」と言われる（思われる）と怒る。スケベでだらしがなく、〈読み手〉界にすっかり馴染んでいる。日本ではまだ甘味が乏しかった時代の物語の出身であるため、〈読み手〉界に満ちあふれる甘い菓子が大好物となり、お菓子の家を食べて進んでしまうほど。今のところはほとんどマスコット。天道と一緒にいることが多い。
「アラビアンナイト」での戦いにおいては「打ち出の小づち」が重要なキーアイテムとなっており、小づちを守るため誘惑にも負けずに体を張って奮闘する。最終決戦時には一人で戦おうとする月光を非難したイデヤ達を彼の真意を知り、一人激怒した。
シンデレラ
おとぎばなし「シンデレラ」の主人公。釣り目で唇が薄く酷薄な顔立ちをしている。月打された結果、黒いドレスを纏い、遅い者を置き去りにすることでしか快感を得られないスピード狂になる。また同時に、「遅い乗り物に乗る者はエラくない、バカにしてもいい、蹴散らしてもいい」という危険思想が宿る。スピードへの執着心は、物語の終盤で王子の結婚相手として城に行く際に乗った馬車が、今までにないくらい速い馬車であったためである。
「王子」たちの包囲網を突破して物語を飛び出し、対戦相手を求め〈読み手〉の世界に襲来。圧倒的なスピードを誇る「かぼちゃの馬車」で走り屋達のレースに乱入し、負かした車を自身のガラスの靴による強力な蹴り技で破壊して回る。ついには新幹線を破壊しようとしたところで、月光らに阻止されレースを挑まれる。その後馬車とガラスの靴を壊され、月光の攻撃を受けて半分ほど正気に戻ってからは自分で何も決めず、流されてただ幸せを迎えた自分に不満を抱いていた本心を暴露する。その後に代役を終えて「シンデレラ」の世界から戻った演劇部と自分の足で走ってレースを再開。併走する演劇部と愚痴を語り合い、また彼女の口から、シンデレラが本当に欲しかった同情の言葉を聞いて徐々に正気に戻り、勝利してゴールで待っていた王子に迎えられた。
その後本の世界に帰って国と民のために力を尽くして国民から結婚を祝ってもらい、天道の口利きで週2日だけ〈読み手〉の世界に行きアメリカの小さなガレージで働くことになった。この時からは白いドレスを着るようになった。この一件から演劇部や月光のことを「親友」と慕っている。
その後の桃太郎編で、アメリカでバイクのレースをしていた所を小竹に呼ばれ、月光や演劇部を助けるために再び黒のドレスに身を包み〈読み手〉界へやって来る。月光に代わり「舞踏会」と称して猿吉と交戦した。その後、オヤジさんの知り合いのトラック等の修理を受けてまわっている。何故か赤ずきんとはケンカ腰。
赤ずきん
おとぎばなし「赤ずきん」の主人公。目が大きく愛らしい外見の割に言葉遣いが汚く、決めゼリフは「だぁむ、ですとろぉい（英語:Damn, destroy）」。自身の顔を巨大化させて、目の中に対象物を飲み込んだり吐き出すことができ、耳はコンクリートをも簡単に切り裂ける程の鋭く巨大な刃物に変えられ、同じ物語の住人である「（剛腕で鋭い爪を持つ）おばあさん」と「猟師さん」を作り出して操り、更には空を自由に飛ぶこともできる等、現段階までで、月打によって1番多数の能力を獲得している。
作中で50年前、彼女の絵本を愛読していた「おひさま」・佳代が神林ら3人が起こした放火で命を落としたと誤解し、放火犯三人組を憎み、復讐すべく自ら月打を望むようになった。遂に悲願の月打を受け、〈読み手〉界へと現れ、3人組の内2人を殺害する。最後の標的となった神林剛三を狙い、警察署を襲撃して彼を見つけ出す。途中現れたイデヤ・工藤も軽くあしらい、手を下そうとしたが、駆けつけた月光達に阻まれ一時撤退する。しかし、行動を先読みしたイデヤにより、用意されたツクヨミ特殊部隊の特殊銃弾で満身創痍となり「おばあさん」と「猟師さん」を倒される。町中を逃げ回るも包囲され、イデヤから条例執行寸前まで追い詰められる。
剛三から50年前の真相を聞いた月光らに守られ、佳代の生存を知って正気を取り戻し始める。しかしその直後、火事の音と佳代の泣き声を聞いて神林家へ向かい、ついに佳代に再会するも、肝心の彼女は赤ずきんの事がわからなかった。それでも、中に取り残された孫娘・果歩を思う佳代を気遣い、果歩を助けるために燃え盛る家の中へ飛び込み、瓦礫を粉砕して果歩を空へと連れ出した。そして彼女に「（仕方ない事だが）どんなに自分の物語を愛してくれても皆が忘れていってしまう」と不満をこぼすも、彼女から「赤ずきんちゃんを忘れるわけない」と慰められながら、頭を撫でてもらった。そして果歩の口から、佳代が彼女に「赤ずきん」の絵本を読み聞かせ、今でも「赤ずきん」の物語を愛している事を聞いて、嬉し涙を流す。その後、果歩をバスケットに乗せて（中に月光とイデヤ宛ての手紙を入れて）地上へ降ろし、本の世界へ戻って行った。果歩に頭を撫でてもらった事と佳代が自分の物語を覚えていた事がよほど嬉しかったのか、彼女が本に戻ってから、「赤ずきん」の絵本での彼女の挿絵が、どのページでもニヤケ顔になっていた。
その後桃太郎編で工藤に呼び出され、月光のために再び〈読み手〉界へ向かい、シンデレラとコンビを組み、月光に代わって雉太の相手をした。その後、オヤジさんのラーメン屋の手伝いをしている。この時点で月光に好意を持っている模様。こちらも、シンデレラとはケンカ腰。このときから準レギュラーとなる。
アラビアンナイト編でも圧倒的な強さを発揮するが、佳代の姿をされると攻撃が出来なくなる弱点を抱えており、シェラザードに翻弄された。
桃太郎（ももたろう）
おとぎばなし「桃太郎」の主人公。「日本一」を豪語する剣の使い手。また自分や家来達が食べれば体力が全快するが、他者が食べればあまりの美味しさに失神してしまう「きびだんご」を持つ。
青き月光に照らされて凶暴化し、最強の名にふさわしい伝説の武器〈呑舟〉を手に入れるべく、三匹の家来と共に〈読み手〉界に襲来。迎撃に出た金太郎をはじめとするツクヨミを悉く返り討ちにし、「三枚の札」の力で討ち取った首を壁に貼り付ける挑発を行う。また、ブルーシートに覆われた壁をたまたま見つけてしまった演劇部たちを襲い、彼女たちの首も貼り付ける。
〈呑舟〉にこだわるのは、70年前の月打で凶暴化した鬼達により幼少期の場面を襲われ窮地に立たされたとき、颯爽と現れた鉢かづき姫と「センセイ」に助けられたことによる。このときに勇ましく戦う鉢かづき姫の姿に一目惚れしてしまった。また、この時に刻みつけられた鬼達による惨劇はトラウマとなっている。
圧倒的な戦闘能力でイデヤと鉢かづき姫を一蹴し、駆けつけた月光を〈呑舟〉の力を取り込んだ刀で真っ二つにしようとするが、刎ねられた演劇部の首を見て怒り狂い謎の力を発揮した月光には通じず、怪力で体ごと振り回されて重傷を負い、さらにその月光の形相にかつての鬼達の惨劇が蘇り、戦意を喪失する。その後マペティカを発動したイデヤと工藤により条例執行をされ、元に戻り、家来共々鉢かづき姫に謝罪し本の世界へ戻っていった。
鉢かづきを慕い、どうにか近づきたいという下心から、ツクヨミ本部に協力を申し出てアラビアンナイト界に同行。ところが圧倒的なパワーを持つ魔法の前に苦境に立たされる。ランプの中で修行する月光を守るべく戦う。ただ、回復アイテムである「きびだんご」は随所で活躍しているが、接近戦の機会が少ないせいで思うような活躍が出来ていない。

#### ツクヨミ側
現段階までで、イデヤを除くほぼ全員が〈呑舟〉の伝説を知っている。
平賀 帯刀（ひらが たてわき）
ツクヨミの司令官で責任者。中分の髪型と黒縁眼鏡、糸目が特徴。文化庁特事対策局企画調査室主査の肩書きを持つ国家公務員で日本国内において発生した月打関連の事件では陣頭指揮をとる。
イデヤの見出した工藤を自らスカウトするために訪問。正式な〈執行者〉に任命しようとするが後に断られる。その一方で数々の危機を救ってきた月光と鉢かづき姫を「違法執行者」として処罰しようとした。だが、ツクヨミが手を焼いた桃太郎の執行においての活躍とイデヤの申し出により無免許問題を取り下げ謝罪。以後の協力と連携を依頼した。
その容姿は70年前から変わっておらず、当時からツクヨミの司令官。また、長老会のメンバーでもある。性格は冷酷無比で法と秩序のためならば人情は二の次にするかのように思われていたが、〈読み手〉に迷惑をかける者を嫌うだけで根はおとぎ話界の住人らしく人情味溢れる。
斉天大聖/孫悟空
平賀の正体。「西遊記」に登場する孫悟空。棒術・体術・呪術とすべてに優れる猿神（ハヌマーン）。おとぎ話界最強を謳われる。通常ペアで戦うことの多いツクヨミ側執行者にあって単独で他を圧倒する実力を誇る。司令官という立場も、切り札として後方に控えるようなもの。ただし、西遊記の作中同様に三蔵法師の唱える呪文には弱く、〈チルチル〉の使った金閣銀閣の瓢箪（名前を呼ばれて答えた相手を閉じ込める）により封印されてしまう。
チルチル（月光）にとっては因縁深い相手で、100年前は完膚なきまでに敗北し、現世にあっては違法執行者の烙印を押される。更には〈チルチル〉に操られ意に反して戦う羽目に陥った。
イデヤ・ペロー / 長靴をはいた猫（ながぐつをはいたねこ）
おとぎばなし「長靴をはいた猫」の主人公。ツクヨミの一員。〈読み手〉の世界では人間の青年の姿に変化して、芸能界でも有名なイケメンアイドルグループ「スプラッシュ」に所属している。背中に穴のようなものを作り、契約した執行者に手を入れてもらい、執行者の思った通りに体を動かす能力「マペティカ」を持つ。使用武器は剣。
飄々としているが性格は悪賢くプライドも非常に高い。後述の解説にもあるように、条例執行後はすべて元通りになるため、過程で起きた犠牲や損害は無視する（いわゆる「終わり良ければ全て良し」主義）。このため、いかなる犠牲も見過ごさない月光達とは敵対関係にあった。登場当初、月光と鉢かづき姫の事を「違法執行者」と呼び、ツクヨミの誰もが知る〈呑舟〉の伝説を知らないため、見下していた。そのように冷酷で自己中心的な反面、友人である金太郎と屈託なく笑いあい、彼が倒されたことに涙を流して悲しむなど友情には厚い。ただ、お調子者ですぐ図に乗り、隙あらば手柄を横取りするなどちゃっかり者でもある。
工藤を執行者として選んで彼女と組み、月光達に割り込む形でブレーメンの音楽隊を倒すが、次のおむすびの一件では月光達に先を越され、更には赤ずきんの一件を機に工藤本人がツクヨミに嫌気が差し執行者辞退を申し出てしまう。彼女のツクヨミ脱退を引き止めるため、傍から聞けば性行為を示唆する説得（実際はマペティカの能力のこと）をし、セクハラに近い行為に走ってしまい、更には本の世界の住人でありながら、工藤が住む古本屋の本をぞんざいに扱い逆鱗に触れる。以降は工藤が月光を慕うようになったせいで、当て馬的扱いになる。
その後、「フランダースの犬」の世界でかなり散々な目に遭い、月光達を違法執行者として本気で罰しようとしたが、その直後に親友の金太郎が月打された桃太郎に切り裂かれた事により小竹から仇討ちには鉢かづき姫が必要と知らされる。保安局から彼女を連れ出し、桃太郎達と一騎討ちするが圧されてしまい、殺される（=存在自体が消滅する）寸前の所を月光に守られ、（月光に譲られつつ）工藤と共に戦い見事桃太郎を倒した。その後、月光達の無免許に関する問題を取り下げた。
先述の通り悪賢い彼であるが、一方で教養はあるようで、「フランダースの犬」の世界の教会にあったルーベンスの作品を「素晴らしい」と賞賛していた。
金太郎（きんたろう）
おとぎばなし「金太郎」の主人公。ツクヨミの一員。菱形の腹掛けを着た大柄な青年。ポジティブな性格で、イデヤとは酒を交わすほどの友人関係にある。武器は鉞。当初イデヤの事を「町育ちの変人」と称していたらしい。
月打された桃太郎を発見、ラプンツェルと共に挑むが、圧倒的な力の差に敗れ、刀で体を真っ二つに切り開かれてしまった。桃太郎の一件後、元に戻る事ができイデヤとより一層仲が深まった。
ラプンツェル（髪長姫）
おとぎばなし「ラプンツェル」の主人公。ツクヨミの一員で、金太郎のパートナー。三つ編みにした後ろ髪が体に巻かないと地面に着いてしまうほど長い。戦闘時はこの髪をムチなどの武器にして戦う。髪は切られても、すぐに伸ばすことが可能。また、彼女の髪の毛は〈読み手〉界のツクヨミ特殊部隊の弾丸にも使用されている。
月打された桃太郎に金太郎と共に挑むが、後ろ髪は切られ、更に金太郎も斬殺されてしまい、その場に居合わせた小竹と共に、命からがら逃げ去った。金太郎が助かった後は号泣してイデヤ達に感謝の気持ちを伝えた。
小僧（こぞう）
おとぎばなし「三枚のお札」の主人公である子坊主。ツクヨミの一員。どんな願いも叶う3枚の札で様々な物を生み出して攻撃する。
月打された桃太郎達と最初に、パートナーであるカーレンと共に挑むが、家来達の戦闘能力に圧倒され、イヌにより首を刎ねられてしまう。更に札を1枚桃太郎に使われ、ツクヨミへの挑戦状として壁に首を貼付けられ、取れなくなってしまった。その後桃太郎が正気に戻ったため、彼も元に戻った。
カーレン
おとぎばなし「赤いくつ」の主人公。ツクヨミの一員で、小僧のパートナー。赤い靴に炎を纏わせて攻撃する「火神舞踏（ウルカヌス・フォックストロット）」が必殺技。
月打された桃太郎達に最初に挑むが敗れ、小僧は首を刎ねられ、自身も重傷を負った。その後桃太郎を倒したイデヤや、手助けをしてくれた小竹に感謝した。
茶釜ダヌキ（ちゃがまだぬき）
おとぎばなし「分福茶釜」の主人公であるタヌキ。ツクヨミの一員。体を入れた茶釜を鎧として使う。その蓋を大量に増やして攻撃する「スキャッターリッド」が必殺技。
月打された桃太郎の家来の一人であるキジと戦うが、スピードの差で攻撃が当たらず、強力な超音波を受けて体もろとも粉々に砕かれてしまった。桃太郎が正気に戻った後復活する事ができた。
アリババと40人の盗賊
おとぎばなし「アラビアンナイト」の一つ「アリババと40人の盗賊」の主人公と悪役である40人の盗賊達。ツクヨミの一員。両者共に協力して月打したおとぎばなしの登場人物を相手に戦っている。
月打された桃太郎の家来の一人であるサルに挑むが、圧倒的な戦闘能力の前に全員打ちのめされてしまった。桃太郎が正気に戻った後は復活した模様。「アラビアンナイト」の作品で唯一月打されなかった話のため、アラビアンナイトの世界で捕らわれていた工藤たちを救出する。
ガリバー
おとぎばなし「ガリバー旅行記」の主人公であるツクヨミの一員。桃太郎に他のツクヨミのメンバー達と総出で倒しに行くが返り討ちにあう。桃太郎が正気に戻った後は復活する事が出来た。
おつる
おとぎばなし「鶴の恩返し」の主人公で主に女性の姿をしている。ツクヨミの一員でガリバーのパートナー。月打された桃太郎を「ヘンタイ」と罵り気は強い様子。桃太郎にツクヨミのメンバー達と総出で倒しに行くが返り討ちにあう。桃太郎が正気に戻った後は復活する事が出来た。
こぶとりじいさん
おとぎばなし「こぶとりじいさん」の主人公で片頬にこぶを付け、今風の格好をしている。ツクヨミの一員。桃太郎にツクヨミのメンバー達と総出で倒しに行くが返り討ちにあう。桃太郎が正気に戻った後は復活する事が出来た。桃太郎との戦いでこぶのような物を持っておりおそらく武器ではないかと捉えられる。
エリサ
おとぎばなし「白鳥の王子」の主人公。ツクヨミの一員でこぶとりじいさんのパートナー。桃太郎にツクヨミのメンバー達と総出で倒しに行くが返り討ちにあう。桃太郎が正気に戻った後は復活する事が出来た。
ジャック
おとぎばなし「ジャックと豆の木」の主人公で豆の木と共に登場する。ツクヨミの一員。桃太郎にツクヨミのメンバー達と総出で倒しに行くが返り討ちにあう。桃太郎が正気に戻った後は復活する事が出来た。
天女
おとぎばなし「羽衣の天女」の主人公。ツクヨミの一員でジャックのパートナーである。桃太郎にツクヨミのメンバー達と総出で倒しに行くが返り討ちにあう。桃太郎が正気に戻った後は復活する事が出来た。
海幸彦
おとぎばなし「山幸彦と海幸彦」の主人公で釣竿を持っている。ツクヨミの一員。本部にておつるが工藤に紹介した一人。
うさぎ
おとぎばなし「かちかち山」の主人公でうさぎの耳をつけた今風の青年で小さな泥舟を持っている。ツクヨミの一員。本部にておつるが工藤に紹介した一人。
孝行ムスコ
おとぎばなし「養老の滝」の主人公で瓢箪を持っている。ツクヨミの一員。本部にておつるが工藤に紹介した一人。

#### 長老
はだかの王様（はだかのおうさま）
おとぎばなし「はだかの王様」の主人公。月打によって窮地に陥るが事態を打開するため、鉢かづき姫を〈読み手界〉へ送り込む。その後、アラディンに長老達が捕らえられている事を報告したのを最後に連絡が取れなくなる。のちにアラディンからツクヨミ本部への「打出の小槌」の要求の際に捕虜となっていることが判明。ボロボロの状態で気力を喪失している。
過去に〈最強月打〉を受けたことがあるため長老の中でただひとり作者の存在を知っている。ただこのときは自分自身を執行することで正気にかえった。
かつて、鉢かづき姫と共にチルチルを〈執行〉しようとしたが、共感と同情心から見逃した。そのことで、チルチルによる破壊活動を広げてしまった罪を長老会に咎められ、罰として重さ1600トンのガウンを100年もの間常に羽織っていた。長老の一人であるおやゆび姫が「恩赦」したことにより、ガウンが外れるや怪力無双の巨人として覚醒する。
第1巻から登場している人物で、なおかつ登場回数がそれなりに多く本編の重要な鍵を握る人物ながら、主人公である岩崎月光と直接対面したのが19巻になってから（しかもほんの一瞬だけ）と非常に遅いが、その後も月の客からの砲撃に対抗するため、北極の氷になっていたおとぎ話のキャラクターたちにわざと月打を加え、強力にする策を実行するなど、重要な役割を果たしている。
仙女（せんにょ）
おとぎばなし「シンデレラ」に登場するシンデレラに助力を与える魔法使い。性格はイケイケ気質で明るい。シンデレラの代役に来た演劇部をサポートするために、彼女に「ガラスのお面」を授けた。
乙姫（おとひめ）
おとぎばなし「浦島太郎」に登場する竜宮城のお姫様。他の登場人物達とは違い、乙姫は発作的な月打を受けたため、当初は月打時と通常の人格が入り交じっていた。「アイ ヘイト ア ドッグ (I hate a dog) !」と叫ぶほどの犬嫌い。竜宮城を空飛ぶ戦艦に改造した「竜宮丸」を操り、浦島太郎と彼の持つ玉手箱を追って〈読み手〉の世界にやって来た。
月打時は「海！ 愛！」というスローガンを出すほど海を溺愛しており、〈読み手〉の世界を海水で沈めてしまおうとしている。海水や羽衣を自在に使った攻撃をし、更には口から大量の蟲を出して、人間の足の骨を砕き、魚の尾びれにしてしまおうと企む。しかし当の目的は〈読み手〉界を海水で沈める事ではなく、彼の持つ玉手箱を開けさせ、月打を治す薬を作る事にある。月打時の自分が〈読み手〉の世界に迷惑をかけている事を良しと思っていないため、玉手箱を開けるのに躍起になっているが、逆にそのためなら手段を選ばなくなっている。
タイ達が倒された直後、月打が完成してしまい、月光や工藤に猛攻を加えたが、月光の言葉で変わったネロが月打状態のパトラッシュを呼び出し、誤って攻撃したため、パトラッシュに追い回される羽目になってしまい、ついには絶望のまま噛み殺されそうになったが、浦島太郎が開けた玉手箱に絶望の気を吸い取られ、お互い気が抜けて事なきを得る。その後その絶望の気で作った薬を飲み、正気に戻った。本の世界へ帰る前に月光達に詫びを入れたが、素手で部下達全員に条例執行をした月光には、「お主、人間ではあるまい」と言い残し、竜宮丸ごと本の世界へ戻って行った。
継母
おとぎばなし「白雪姫」に登場する人物。アラディンに捕らえられた一人で鎖に繋がれている。「魔法の鏡」を使ってあらゆる現象を垣間見ることが出来、また「魔法の手鏡」で魔法の鏡側に一瞬で移動することが出来る。だが、勿体つけた見掛けの割に間が抜けている。
花咲か爺
おとぎばなし「花咲か爺」の主人公。アラディンに捕らえられた一人で鎖に繋がれていた。脱出の際敵を引きつける役にまわり、灰をまき何も無い所から桜の木を出しそれを操って戦ったが空飛ぶじゅうたんの3兄弟が呼び出した指輪の精霊に倒された。必殺技は「桜の木ドリルストーム」。
親ゆび姫
おとぎばなし「親ゆび姫」の主人公。アラディンに捕らえられた一人で鎖に繋がれていたが脱出。見た目は愛らしいが意外なまでに博識でかなりの軍事マニア。願い事キャノンの構造を理解し、使用方法まで見抜いていた。専門用語を多用する癖があるようで、願い事キャノンの説明の際はフリントロック式といった単語を使う。
巨大な鋼鉄の花びらで身を守る「花びらイージス」、古今東西のあらゆるミサイルを一斉にぶつける「世界のミサイルカタログ」という大技を使う。
絶体絶命の窮地において、はだかの王様に「恩赦」を与え、その封印を解いた。
おしょうさん
おとぎばなし「三枚のお札」の主人公、小僧にお札を与えた人物。アラディンに捕らえられた一人で鎖に繋がれていた。脱出の際敵を引きつける役にまわり、三昧のお札の力で戦ったが空飛ぶじゅうたんの3兄弟が呼び出した指輪の精霊に倒された。
みにくいアヒルの子
おとぎばなし「みにくいアヒルの子」の主人公。アラディンに捕らえられた一人で鎖に繋がれていたが、巨大な白鳥に姿を変え皆を乗せ脱出。
かさじぞうの一人
おとぎばなし「かさじぞう」の登場人物。アラディンに捕らえられた一人で鎖に繋がれていたが脱出。天道とコンビを組んで指輪の精霊と戦い勝利した。
絵姿女房
おとぎばなし「絵姿女房」に登場する女房が自分を描いた絵。アラディンに捕らえられた一人で鎖に繋がれていたが脱出。

#### 青き月光に照らされた「おとぎばなし」の登場人物
兄嫁（あによめ）
おとぎばなし「鉢かづき姫」に登場する脇役で、鉢かづき姫の恋人、宰相の兄嫁達。青き月光に照らされたことにより凶暴化し、薙刀・三節棍・釵を手にして鉢かづき姫に「少し早い嫁くらべ」と称して襲いかかるが、太郎丸によって阻まれた。薙刀を持った一人が〈読み手〉の世界まで追いかけるが、月光によって正気に戻される。その後、残りの2人は月光一行が太郎丸を救出する際に再び道を阻んだが、鉢かづき姫により倒された。
現在は月光の最初の執行で正気を取り戻した一人が鉢かづき姫の代理を務めている。また元のストーリー通りに、「嫁くらべ」で鉢かづき姫に負ける事を心待ちにしている。
宰相（さいしょう）
おとぎばなし「鉢かづき姫」の登場人物で、鉢かづき姫の恋人。冷遇され続けた鉢かづき姫に優しく接し、物語の最後で「鉢かづき姫がいなければ自分も生きていけない」と彼女に告白したのだが、その直後に青き月光に照らされ凶暴化、容貌と口調が変化し、彼女に「まだお前はバケモノのままだ」と言い放った。
上記の兄嫁3人の内、「一寸法師」の世界で倒された2人はまだ月打が解けていないことが分かっているが、宰相がどうしているのかは作中では言及されていない。ただし鉢かづき姫と演劇部の会話からして、少なくとも本の中にはいる模様。
子供
おとぎばなし「はだかの王様」に登場する王様は裸だと言った子供。蒼き月光に照らされたことにより凶暴化、月打された国民たちを率いて王様の城に攻め入った。その後は不明。
国民
おとぎばなし「はだかの王様」に登場する国民。青き月光に照らされたことにより凶暴化し、主人公である王様の城に攻めに入った。その後は不明。
オオカミ
おとぎばなし「三匹のこぶた」に登場するオオカミ。青き月光に照らされたことにより凶暴化し、三匹のこぶたたちを追いかけ〈読み手〉の世界へとやって来た。途轍もない量の息で建物を破壊することができ、その威力は金閣寺や国会議事堂をも破壊するほど。しかし、月光によって倒され正気に戻り、三匹のこぶたと共に物語の世界へ帰っていった（元々頭が悪い設定を持つためか、オオカミ本人は何も覚えていない様子である）。
三条の大臣の姫（さんじょうのだいじんのひめ）
おとぎばなし「一寸法師」に登場する一人で、一寸法師の恋人。通称「姫」。月打を受けた鬼の金棒に取り憑かれ、血の涙を流す「鬼」となり、醜くなった自らの顔を隠すため蝶番の面で覆い、牛車を牽いている。どんな願いも叶う「打出の小槌」を持っている。金棒に操られて、物語で自身を陥れた一寸法師への憎悪の念で満たされてしまっていたが、演劇部の説得で一寸法師を真に慕っていた事を思い出し、金棒の粉砕によりついに元の姿に戻る事が出来た。一寸法師と共に「おとぎばなし」の世界に戻るが、〈読み手〉の世界に戻る彼のために、打出の小槌で一寸法師の身代わりを作り出した。一寸法師曰く天然。
鬼の金棒（おにのかなぼう）
「一寸法師」に登場する鬼の次郎丸が持っていた武器。青き月光に照らされた結果、1つ目の妖怪のような外見になり、意思を持つようになった。自分が暴れたいがために、三条の大臣の姫の心の中にあった、僅かな一寸法師への怨恨につけ込んで取り憑いた。鬼となった姫に「打出の小槌」を使わせ、一撃が隕石の衝突なみの威力を持ち都市を一瞬で消し去るほどに強化させ、日本中を穴だらけにし、地球をあと2発で氷河期突入という所まで追い込むが、鉢かづき姫を武器とする決意をした月光に倒され粉々に砕け散った。それによって元に戻り、恐縮しながら太郎丸たちと共に物語の中に帰っていった。今までのところ〈読み手〉の世界に『存亡に関わる最も深刻かつ甚大な被害』を与えており、事件にツクヨミが介入しなかったのは謎。
麦つかい（むぎつかい）
おとぎばなし「天女と麦つかい」の主人公。青き月光に照らされ、〈読み手〉の世界へ逃げ出して5日間帰らなかったため、条例執行直前に本もろとも消滅してしまった。実在しない作中オリジナルのおとぎばなしであり「消滅＝〈読み手〉界の記憶から完全に消え去る」という事例を現実的に示した。
ドライヴァー
おとぎばなし「シンデレラ」に登場する、魔法で人間の姿になったネズミ。馬二頭の馬力でも、新幹線を追い抜くほどのスピードを出すシンデレラのかぼちゃの馬車を彼女の意のままに操縦する、サングラスを掛けた老御者。元がネズミなので「～でちゅ」という話し方をする。シンデレラに対し絶対の忠誠心を持ち、レースで馬車を壊された際は元のネズミの姿に戻り、シンデレラの逃亡のために月光達を妨害したものの、天道の車を飲み込んでその姿になった鉢かづき姫に撃破された。桃太郎編で再登場した。
若者（わかもの）
おとぎばなし「きき耳ずきん」の主人公。元は誠実な性格だったが、青き月光に照らされ凶暴化し、〈読み手〉の世界である女子高生・裕美を「長者の嫁」だと思い込み追いかけ回した。動物の声が聞ける頭巾を使って彼女を追い詰めたが、月光によって倒され正気に戻される。物語の世界へと帰っていったが、被っていたきき耳ずきんは何故か残されていて、後に月打されたおむすびの件で月光がネズミの言葉を聴くのに役に立った。
ピノキオ
おとぎばなし「ピノキオ」の主人公。青き月光に照らされ凶暴化し、執行者・月光を殺すため〈読み手〉の世界へとやって来た。本来とは逆に「正しいこと」を言うと鼻が高速で伸び、それを相手に突き刺して攻撃する（鼻は伸ばす度に自分で折り、また自分で伸ばす）。月光と演劇部が説教を受けていた職員室に置いてあった本から出たため、演劇部が口にした「演劇部は月光の事が大キライ」という言葉で月光に止めを刺そうとしたが、鼻が伸びることはなく、その隙に鉢かづきが変化したボウガンの一撃を受け正気に戻される。
その後月光がツクヨミに拘束されかけた際に再登場。鼻を伸ばしツクヨミの実行部隊の足止めをした。
わらしべ長者（わらしべちょうじゃ）
おとぎばなし「わらしべ長者」の主人公。青き月光の影響で傲慢な性格と化し、〈読み手〉の世界で、自身が所持している藁と人の物品や使用人等を無理矢理に取り換えてきた。月光から演劇部を取り替えてバカンスで過ごしていたが、やってきた月光からスリルに満ちた話を聞くが嘘だと思い込む。鉢かづきが変化した飛行機に突進され正気に戻される。
ヘンゼル
グレーテル
おとぎばなし「ヘンゼルとグレーテル」の主人公である兄妹。青き月光に照らされ、お菓子の家の魔女のように尖った鼻に生やし、子供を食う快感に目覚めてしまう。口が出来て動くようになったお菓子の家と共に〈読み手〉の世界へとやって来て、月光達をお菓子の家で捕食し、夜中の保育園で子供達を待っていた。だが、閉じ込められていた天道の手回しにより呼び出された不良仲間達（実は天道と同じく甘党ばかり）によりお菓子の家を食べられてしまい、脱出した月光によって倒され正気に戻される。
その後月光がツクヨミに拘束されかけた際に再登場。イデヤをお菓子の家に閉じ込めた。
うりこひめ
おとぎばなし「うりこひめとあまのじゃく」の主人公。元はおとなしい性格をした田舎の少女だったが、青き月光に照らされ、普段の姿と掛け離れた禍々しい姿になった。話の中で「あまのじゃく」が自分にした事と同じように、他者の姿を真似て成り代わるようになった。〈読み手〉の世界にやって来て、一人の女の子・ユミカと成り代わって、鉢かづき姫を手にかけようとしたが、彼女に自分の正体を言い当てられ、月光によって倒され正気に戻される。ユミカに謝罪をして、物語の世界へと帰っていった。
ニワトリ
ネコ
イヌ
ロバ
おとぎばなし「ブレーメンの音楽隊」の主人公である4匹の動物。青き月光に照らされた結果、気に食わないものを持ち前の鳴き声による本人達曰く「イカしたコーラス」で破壊する快感に目覚めた。〈読み手〉の世界へとやって来て自衛隊にも襲い掛かり、一度は月光達を退けるが、二度目の戦いで「おいぼれは用なし」という心理攻撃を受け戦意喪失。月光と鉢かづきに止めをさされる直前、乱入したイデヤに一掃された。
おむすび
おとぎばなし「おむすびころりん」の主人公のおじいさんが持っていた食べ物。青き月光に照らされ巨大化し、意思を持つようになった。食物である自身が人間に食べられることに不満を感じ、大量の人間で握ったおむすびを食べようと〈読み手〉の世界へとやって来た。空中を回転飛行し、人間を米の体に取り込んでネズミ達から奪った穴に監禁させた。体とその穴とは繋がっており、攻撃が穴の方へ流れるようになっている。つまり外部からのおむすびへの攻撃は中の人間達に及んでしまう。月光組と工藤組を取り込んだが、月光が振るった鉢かづき姫に内側から食べられてしまった。最後に残ったおむすびの一欠片は正気に戻ったようで、ネズミ達の一匹に食べられた。鉢かづき姫によれば、味は良いらしい。
雀（すずめ）
おとぎばなし「舌切り雀」に登場する雀。一人称は「あたい」。青き月光に照らされて、同作の登場人物のおばあさんの糊を舐めて舌を切られた事に怒り狂い、「女王」として名を挙げ、憂さ晴らしのために数千羽の部下の雀を率いて〈読み手〉界の人間（特に老婆）を高速で襲って自前の鋏で舌を切りまくるようになってしまった。ある地下鉄の駅を根城としている。月光に大きいつづらか小さいつづらかを選択することを迫られ、大きいつづらを選ぶ。大きいつづらからはお化けに扮した鉢かづき姫と共に大量の粉末が出てきただけだったので、月光らの舌を切ろうとした。しかし、それは失敗したふりをして口に火打石（石英）を銜えた月光らの誘導作戦だった。作戦に気づかない雀は月光に攻撃を加え、火打石から散った火花が大量の粉末に引火して起こった粉塵爆発に巻き込まれ気絶。後に条例執行をされ、本の世界に戻って行った。
その後月光がツクヨミに拘束されかけた際に再登場。鋏を飛ばしツクヨミの実行部隊の足止めをした。
パトラッシュ
おとぎばなし「フランダースの犬」の主人公・ネロの愛犬。主人であるネロを大変慕っていて、物語での彼の不幸（村人からのいじめ、おじいさんの死、絵のコンクールの落選、ネロ自身の不憫な死等）を大変哀れんでいたが、月打によりその思いが歪み、「自分がもっと早くネロを殺し、意地悪で不親切なこの世から楽にさせておけば良かった」という考えを持つようになってしまった。これによりネロの人生に対し、「絶望の念」を持っている。
月打されて、老犬ながら筋肉が著しく発達し、〈読み手〉の世界まで逃げたネロとおじいさんを追いつめたが、そこへ現れた月光達に殴られ蹴られ、一時退散した。その後、ネロの呼びかけに答え竜宮丸の上に現れ、偶々乙姫が放った攻撃を受け、彼女を追い回し始めた。しかし、機転を利かした浦島太郎が開けた玉手箱に絶望の気を吸い取られ、それで作った月打を解く薬を月光に無理矢理ながら飲まされ正気に戻り、ネロと共に本の世界へ戻った。
その後月光がツクヨミに拘束されかけた際に再登場。月光達の話を信じず聞こうともしないイデヤ達に月光の話を訊くように話した。
乙姫（おとひめ）
おとぎばなし「浦島太郎」に登場する竜宮城のお姫様で、長老の一人。
上記を参照。
タイ
ヒラメ
フグ
オコゼ
おとぎばなし「浦島太郎」に登場する、乙姫の部下達。ただし魚の姿ではなく、額にそれぞれと同じ名前の魚を付けた美青年の姿をしている。戦闘能力は月光と並ぶほど高い。シンデレラ編で登場したドライヴァー同様、乙姫への絶対の忠誠心を持っており（ただしヒラメなどは不良口調が目立つ）、月打の発作も乙姫が正気になるまで正気を取り戻せなかった。頭につけた魚を武器として扱うことができ、タイは相手に追い討ちをかける「タイブーメラン」、ヒラメはそれを大きくさせ攻撃できる。性格は月打時は攻撃的だが、元々はかなり能天気で温厚である。
警察署を竜宮丸で襲撃、集団攻撃で月光に重傷を負わせたが、謎の力を発揮した月光からのより強力な拳を食らい、極印が無いにも関わらず全員条例執行をされて正気に戻り、乙姫より先に本の世界へ戻って行った。このためなのか、月打から正気に戻った後も容易に月打時の性格に戻ってしまう（ただし悪意は消えている）。
「人魚姫」ではタイとヒラメの二人が海の魔女の店に向かう月光に同行。用心棒の撃退に協力した。
人魚姫の5人の姉
おとぎばなし「人魚姫」の主人公・人魚姫の5人姉達。愛する王子に理解されず海の泡となる妹の運命に納得がいかず、元凶である王子の命を狙い、〈読み手〉界へと逃げた王子を追ってとある豪華客船で追い詰めたが、月光不在でも驚異的な戦闘力を発揮した鉢かづき姫に全員倒された。最後は戦いの最中に出会った人間の男性に一目惚れして自分達も人間になることを選ぶ。
家来
おとぎばなし「桃太郎」に登場する、桃太郎の3匹の家来。青き月光に照らされて、桃太郎と共に〈読み手〉界へとやって来た。ただし動物ではなく、「浦島太郎」のタイ達同様、それぞれを擬人化したような青年の姿をしている。
この3匹の間では、誰が桃太郎に次ぐ強いキャラクターかをしばしば揉めていて仲が悪く、唯一共通点は、桃太郎から貰う「きびだんご」が好物な事。
雉太（きじた）
家来であるキジ。両腕が翼になっていて、スピードが秀でている。原形の頭部を模した帽子をかぶっており、両腕の翼を振って超音波を繰り出す「ドラミングエコー」が必殺技。
他の2人と共に、月光にとどめを差そうとしたが、駆けつけた赤ずきんに超音波攻撃を跳ね返され、そのまま一気に赤ずきんに圧倒され、最後には耳の刃で真っ二つにされた所を、月光に条例執行された。
猿吉（さるきち）
家来であるサル。原形の顔面の下半分を模した仮面を着けている。中国拳法が使える。
月光を圧倒したが、駆けつけたシンデレラとの交戦になり、蹴りのスピードで勝っている彼女に圧倒され、雉太共々月光に条例執行された。
犬蔵（いぬぞう）
家来であるイヌ。原型の毛皮を頭から被っている。得物はくないと手裏剣。
イデヤや月光に重傷を負わせたが、しぶとく立ち向かうイデヤに翻弄され、桃太郎が投げたきびだんごに気を取られた所をイデヤと工藤に最初に条例執行された。
アラディン
おとぎばなし「アラビアンナイト」より「アラディンと魔法のランプ」の主人公。蒼き月光に照らされて凶暴化しているが、今までの月打されたキャラクター達とは違いかなり危険な状態となっている。「アラビアンナイト」のキャラクターの中ではリーダー格である。ツクヨミ会の長老達を人質にし、ツクヨミ本部に「一寸法師」の世界にある「打出の小槌」と引き換えること要求している。打出の小槌を要求する理由はアラビアンナイト以外のおとぎばなしを全て消す事で「読者パワァ」を独り占めしようとするためである。本人自身は戦わずランプの精と指輪の精を扱い月光と対峙するが月光にランプの精の魔法ランプを奪われてしまう。今回の長老達の誘拐事件の主犯ではなく黒幕に操られている。
空飛ぶじゅうたん3兄弟
おとぎばなし「アラビアンナイト」より「空飛ぶじゅうたん」の主人公たちであり、青き月光に照らされ凶暴化し容赦なく襲ってくる。フーサインが絨毯を操り、両目に遠眼鏡を貼り付けたアーリーが探索し、アーマッドが暗黒りんご玉を扱って攻撃する。一寸法師と対峙し暗黒りんご玉を投げつけたが天道により打ち返される。しかし、油断を見せた天道を打ち伏して一寸法師たちを捕まえる。
〈チルチル〉の真意を知って「願い事叶えキャノン」の発射を妨害するが、フーサインとアーリーは一刀のもとに倒される。
魔法の木馬隊
おとぎばなし「アラビアンナイト」より「魔法の木馬」に登場するならずもの達で空飛ぶ木馬にまたがり数多くの仲間と行動を共にしている。赤ずきん相手にやられる一方だったが赤ずきんの読み手の一人のかほに似た人物を人質として無数の矢で応戦し捕まえる。アラディンの所へ向かう途中にアリババと40人の盗賊の奇襲に遇い倒される。
シンドバード
おとぎばなし「アラビアンナイト」より「船乗りシンドバードの冒険」の主人公であり、巨大な鳥のロック鳥を操る。演劇部に一目惚れしシンデレラをロック鳥と戦わせている隙に演劇部をさらう。演劇部の色気に負け黒幕である〈チルチル〉の事を話す。
シェラザード
おとぎばなし「アラビアンナイト」の語り部。元は可憐な少女だが「月打」によって狂気に醜く歪んだ顔をしており、〈チルチル〉の腹心として登場。何者にも化けられる能力で神林佳代に化けて「赤ずきん」を倒し、語る内容がすべて真実になる能力を用いて「はだかの王様」を倒すが、月光の臨機応変の能力と異常な速度にはついて行くことが出来ず、〈サクシャ〉を自称して逆鱗に触れたため頭突きで条例執行される。その後、月光の語りにより元の姿を取り戻した。
〈チルチル〉
長老達を「アラビアンナイト」のキャラクター達に誘拐させた黒幕的存在。「月打」によって月光＝チルチルとほぼ同一の容姿（それを利用して鉢かつぎ姫たちを騙し討ちにした）となっており、「作者」の知識や各種魔法など月光と同一の能力を持っている。その体は月打による禍々しいオーラに包まれており、チルチル（=月光）に対する深い怨念を抱く。
「青い鳥」の「チルチル」を名乗って同じく「月打」されたアラビアンナイトのキャラクター達を、「読者パワァ」を独り占めできると唆して従え、「願い事叶えキャノン」を完成させることで全ての「おとぎばなし」を消滅させようと目論む。
正体はチルチル不在の「青い鳥」内でチルチルの代役を務めた月打されたミチル。詳細は後述。
ミチル
おとぎばなし「青い鳥」に登場するチルチルの妹。青い鳥を探している最中、チルチルが月打された所を目撃している。
チルチルが不在となってしまった「青い鳥」は「消滅」しようとするがミチルがチルチルに成り代わる事で整合性を取った。しかし彼女も兄と同じように月打を受けてしまう。
月打された事で上記のチルチルとなり、「他の」おとぎばなしを消滅させようとする（他のおとぎばなしの世界にいるであろうチルチルの行き先がなくなるため）。月光と瓜二つだが比べると目の描き方が女性的（下まつげが描かれている）となっている。

#### その他の「おときばなし」の登場人物
三匹のこぶた（さんぴきのこぶた）
おとぎばなし「三匹のこぶた」に登場する主人公達。青き月光に照らされてしまったオオカミから逃げるために〈読み手〉の世界へとやって来た。兄弟が次々に食べられ、一匹だけとなりなぶり者にされるが強大な狼を相手に必死で抵抗してみせた。月光に助けられオオカミが倒されてからは仲良く物語へ戻る。月光の本質を見抜いた。
その後月光がツクヨミに拘束されかけた際に再登場。木の家とレンガの家にツクヨミの実行部隊を閉じ込め月光の窮地を救った。
太郎丸（たろうまる）
おとぎばなし「一寸法師」に登場する鬼の一人。月打を免れて、鉢かづき姫と一寸法師を〈読み手〉の世界へ逃がすための手助けをしたが、月打された兄嫁2人に捕まり拷問されていた。しかし、後に「一寸法師」の世界にやってきた月光一行により無事救出された。不遇な状況でも、〈読み手〉界へ逃げた一寸法師を案ずる等、物語の役柄とは裏腹に心の優しい人物である。鉢かづき姫を助けるために投げた金棒が兄嫁を直撃し、捕らわれていた鉢かづき姫が月光に衝突することになったので、月光を執行者にしてしまったのは彼だということになる。太郎丸の金棒は鉢かづき姫に委ねられ、姫と同化している。
次郎丸（じろうまる）
おとぎばなし「一寸法師」に登場する鬼の一人。兄・太郎丸と同様に月打を免れていたが、取り憑かれた三条の大臣の姫に捕まってしまい、牛車に監禁されていた。月光一行により無事救出される。
王子（おうじ）
おとぎばなし「シンデレラ」に登場する一人で、シンデレラの結婚相手。美形かつ勇敢な騎士だが惚れっぽい性質を持つ。「シンデレラ」の物語を存続させるため180名の精鋭の騎士達を連れ月打されたシンデレラの〈読み手〉界への逃亡を阻止しようとしたが、圧倒的な速さを持ったシンデレラのスピードカーに敵わず、彼女を〈読み手〉界へ逃がしてしまった。消滅を防ぐために、演劇部に代役を頼んでおとぎばなしの世界につれて行き、自分の格闘術で勝利した暴走状態のシンデレラもとい演劇部を迎えた。シンデレラは彼の事を「優しく勇ましく、あれ以上の男性はいない」と語っているが、〈読み手〉界でシンデレラの真意を聞くまで自分の心得違いに気づくことが出来なかった。演劇部との競争中に彼女の本音を聞き、己の非を悟って勝った彼女をゴールの駅で迎えると同時に、自分の心得違いを詫びた。
継母（ままはは）
継姉（ままあね）
おとぎばなし「シンデレラ」に登場する、シンデレラの義理の母親と2人の姉。裕福なシンデレラの家に嫁いだため、かなりの贅沢をし、シンデレラには雑用をさせ陰湿にいじめていたが、演劇部が代役として来た事により逆転する。「舞踏会」を「武道会」と勘違いした彼女にドレスや髪をメチャクチャにされる等、シンデレラに代わって彼女から、シンデレラの日頃の恨みの仕返しをされる羽目になった。そして本物のシンデレラが戻ってからはストーリーが変わり、彼女の半径10m以内には近付かなくなったという。
ランズデール
おとぎばなし「シンデレラ」の近衛隊長。当初、「舞踏会」を「武道会」と勘違いした演劇部に分からせるために尽力した。
赤ジュータン
おとぎばなし「シンデレラ」に登場する魔法使いの仙女が月光達を手助けするために、命を与えられた赤い絨毯。自身を行き先まで伸ばして道案内することができる。
物乞いの娘
おとぎばなし「シンデレラ」においての、背景的存在の貧しい女性。シンデレラがガラスの靴に足が合い、城に行く馬車に乗る際に、その様子を見ていた観衆の中にいた一人。実際には彼女は何も言っていないが、その羨望を込めた眼差しはシンデレラにとっては、「貧しい私とあなた（シンデレラ）は何がどう違うの？」と問い掛けているように思え、その疑問こそがシンデレラに、彼女の「幸せ」というものへの疑問を起こすものとなった。
天女（てんにょ）
おとぎばなし「天女と麦つかい」の登場人物。シンデレラの王子と共に麦つかいを追っていたが、麦つかいの消滅直後に自らも消滅した。
ネズミ
おとぎばなし「おむすびころりん」に登場するネズミ達。月打されてしまったおむすびに全員が食べられてしまったが、その中の一匹が無事に逃げ出して、おむすびの事を執行者たちに知らせようと〈読み手〉の世界へとやって来た。おむすびが倒されたことで外に出られて、月光達を警察に逮捕させようとしたイデヤを長老格のネズミが諌め、物語の世界へと帰っていった。
ネロ
おとぎばなし「フランダースの犬」の主人公。元の物語の内容が内容のためか、とても内向的な性格で、ネガティブ思考かつ自虐的な言動が目立つ。
月打されたパトラッシュから月光らに助けられるが、その後、月打された乙姫らの襲撃を受け、月光らとはぐれてしまい、乙姫らに竜宮丸に乗せられる。そこで浦島太郎の犠牲により月打の治療薬が作られる事を聞いて当初は可哀想だと思っていたが、乙姫の口から、元の物語でネロは「貧しくも清く生きたが、全く誰の役にも立たずに、誰にも看取られず死んでいった」と言われ、そんなネロの無駄死によりも、浦島太郎の犠牲はより人のためになると言われ、渋々納得して乙姫の傘下に加わってしまった。
月光はネロに会ってから憤っていたが、それは彼が他人に流されず自分の人生を「最高だ」と思わずに死んだことであり、月光に男としての強さを促される。その言葉に心を動かされ、勇気を出して月光達に重傷を負わせた乙姫に立ち向かい、乙姫の大嫌いなパトラッシュを呼び出し、更に自分を役立たずと言った彼女に真っ向から反抗することが出来た。そしてその後、薬で元に戻ったパトラッシュと月光達と共に本の世界へ戻った。
その後の物語では、彼の村の地主のコゼツの落としたお金で飢えをしのぎ、祖父と同じ年齢程まで生きて有名な画家になり、教会で多くの人が見守る中、自分の人生に本当に満足し、月光に感謝しながら息を引き取った、という筋書きに変わった。
ジェハンおじいさん
おとぎばなし「フランダースの犬」の主人公・ネロの祖父。孫と同じく気弱な性格の持ち主。
月打されたパトラッシュに追われて、ネロと共に〈読み手〉界に逃げてきた。パトラッシュに追いつめられたところで、月光達に助けられ事無きを得るが、その直後の乙姫の襲撃により、鉢かづき姫らと共に、元の本の世界へ避難の形で戻っていった。
戦争経験があり、そのためネロを心優しく育て過ぎてしまったと悔いていたが、場の流れで本の世界へ一緒に来たオヤジさんにラーメンの作り方、更に「大人は子に生きる最低限の心得『モノサシ』を教えてやらなければいけない」と教わった。
その後筋書きが変わった物語において、彼はネロに「どんなに身を悪に落としても人間はその生き方を変えられる」という言葉を遺している。村で売っていた物もラーメンになっている。
浦島太郎（うらしまたろう）
おとぎばなし「浦島太郎」の主人公。典型的な田舎っぺ口調で一人称は「オラ」。物語での彼のイメージに似合わないかなりの小心者。だが、亀にとっては「優しい恩人」。
月打された乙姫が彼の持つ玉手箱を開ける事により、老人になってしまう事を恐れたために、亀と共に〈読み手〉界へ逃げて来た。そしてその後、亀の口から箱の秘密と乙姫の真意を聞き、なおさら逃げ腰になってしまう。貧しい生活の中、母のために必死で働き、亀を救うためにわずかな稼ぎを差し出すなど善人ではあるが、自分の手に負えない危険の中では「自分は亀を助けたのだから亀はその礼をするべきだ」や、「月光は自分を守れと亀から頼まれたのだから自分を守るべきだ」等と主張しており、他力本願かつ卑屈な面が丸出しとなっていた。そして月光には自分の物語での処遇に不満をぶつけた。しかしその後、月光の言葉やネロの行動に心を動かされ、パトラッシュに噛み殺されそうになった乙姫を玉手箱を開けて助け、その絶望の気で作った薬で正気に戻った乙姫と共の本の世界へ戻った。
その後の物語では、半日＝半年ほどで地上に戻り（玉手箱も受け取っていない）、乙姫らしき女性と夫婦になり、その間に生まれた二人の子供に「ゲッコウ」と「トシヨ」という名前をつけて、幸せに暮らしている。また、今回の一件を機に、「男は甘い夢ばっか見てちゃならねえ。守りてえ奴らを守っために強くなんなきゃな」と言うようになり、精神的に成長した。
亀（かめ）
おとぎばなし「浦島太郎」に登場する亀。一人称は「あっし」。〈月打〉を治す薬を作る道具である玉手箱を、物語の最後に年老いた浦島太郎から持ち去るという隠れた役目を担っている。物語冒頭でいじめっ子達から自分を助けてくれた浦島太郎には恩義を感じている義理堅い性格の持ち主である。
月打された乙姫らに追われ、浦島太郎と共に〈読み手〉界へ逃げてきた。追ってきた乙姫らから逃げるために、月光・工藤・浦島太郎らを背中に乗せて空を飛び、月光達の高校まで三人を乗せてあげた。必然的な役目とはいえ、何の罪も無い善人の浦島太郎を騙して恩を仇で返す結果を悔いており、三人を逃がして一人でフグやオコゼの部隊と戦うも、タイからの不意打ちにやられ、捕まってしまう。その後月光達に助けられ、正気に戻った乙姫と浦島太郎と共に本の世界へ戻った。人魚姫で再登場し、海の魔女の店に向かう月光を助け、魔女の用心棒を退けている。
アロア
おとぎばなし「フランダースの犬」に登場する、ネロの村の地主・コゼツの娘で、ネロのガールフレンド。可愛らしい容姿だが、当時存在しないはずのバイクに乗ってはしゃいだり、明らかに身長が高すぎるネロ（代役の天道）を見ても臆せず、普段通りの接し方をする等、心優しいだけでなくかなり肝が据わった性格である。
人魚姫（にんぎょひめ）
おとぎばなし「人魚姫」の主人公。月光が海の魔女との交渉で声を取り戻したため、王子にあの時に助けられた娘と分かり結ばれた。
王子（人魚姫版）
おとぎばなし「人魚姫」に登場する王子。自身を海で助けてくれたのが人魚姫であると気付かなかった事により、月打された彼女の姉人魚達に追われ〈読み手〉界の豪華客船の一室に身を隠していた。その後姫に声が戻ったため、彼女の事を知り、結ばれた。「薄情・鈍感・薄らバカ」と姉人魚達から罵られたかなり散々な人物。
海の魔女
おとぎばなし「人魚姫」に登場する魔女。用心棒を従えている。人魚の「声」もとい「歌声」を聞くのが趣味。月光に家を襲撃され、用心棒達が彼と乙姫の手下達に倒されてしまった。月光の言い分に正論で言い返し、彼に免じて声の代わりに音楽が聴ける物（演劇部の私物）を代償にして人魚姫に声を返した。そのあと、彼女の姉達からスピーカー等を貰い、仲間達と楽しんでいる。以降はヨーロッパのプログレッシブ・ロックからアメリカンハードロックに聴く曲を変えた。
海じいさん
おとぎばなし「アラビアンナイト」より「船乗りシンドバードの大冒険」の登場人物。魔法のランプの中で月光との最初の修行相手。肩に乗って攻撃するが倒される。
青い鳥
おとぎばなし「青い鳥」に登場するチルチルミチルが探す鳥。月打されたチルチルを元の「青い鳥」に戻らせるために追って来た。
実は現代のアラビアンナイトにおいて、重大な真実を知るために密かに捕らわれの身となっており、たまたま通りかかったシンデレラ、継母、親ゆび姫の一行に救出された。
お菊
おとぎばなし「長柄の人柱」（雉も鳴かずば）の主人公。川の近くでチルチルと出会った。チルチルいわく、ずけずけ物を言うタイプで正直者。毬つきであずきまんまのことを歌ったために弥平が小豆を盗んだ事が発覚。自分が口走った余計な一言により、父親が人柱にされたことで心が壊れてしまう。
チルチルが誰かを救いたいと思うきっかけとなった少女。だが、逆に70年前の「アラビアンナイト」においてチルチルが魔力の暴走で四散した際、「マッチ売りの少女」と共に打ち出の小槌を使ってチルチルが自らを救えるようにという願いをかける。
あまり特徴のない容姿だが、放送部に酷似している。
弥平
おとぎばなし「長柄の人柱」に登場するお菊の父親。お菊が連れて来たチルチルを優しく迎える。お菊が高熱を出した時、うわ言であずきまんまが食べたいと言っていたため、地主の蔵から小豆と米を盗む。そのことが上にばれ、罪人として橋の人柱となる。
マッチ売りの少女
お菊を救えなかった無力感に落ち込むチルチルにはだかの王様が存在を教えた悲劇の少女。大人しくて従順。また無欲。チルチルにより物語の世界から救い出される（ツクヨミ側からは「拉致」）。自分の物語を書いたアンデルセンに会い、チルチルの書き直し要求に従わないアンデルセンを「神様」だからとかばい、自分の悲劇の物語を受け入れる。
自分を助けるために精一杯なチルチルに感謝と愛情を抱いており、チルチルが砕け散ったときはお菊と共に願いをかけた。
三蔵法師
おとぎばなし「西遊記」に登場する僧侶。ツクヨミ最強を誇る平賀への対抗手段として、事前に〈チルチル〉により物語から拉致され、精霊に操られて斉天大聖を苦しめた。月光の乱入と演劇部が指輪を奪取したため、後の月光vs斉天大聖戦で助っ人として馳せ参じ、月光に演劇部の最期のメッセージを伝え〈チルチル〉に操られていた斉天大聖の動きを封じた。

## 世界観
〈読み手〉界（ニンゲンかい）
月光たち普通の人間が暮らす世界。
〈おとぎばなし〉界
世界中に存在する「おとぎばなし」の登場人物達が住む世界で、物語内の時代背景や文化などを明確に再現している。またこの世界では、空を見ると自分たちの物語を読んでいる〈読み手〉の姿が本を開いた形で見る事ができ、それがその物語の人気を表している模様。また、この読者の中でも特に自分達の物語を愛読している者は、「おひさま（太陽）」として崇められている。
これまでのあらすじを踏まえると、物語の登場人物達はこの「おとぎばなし」という名の舞台の上で与えられた役柄を演じる事によりその世界を永久に保っている。言い換えれば、本の世界は劇のステージ、登場人物達は役者、読者達はそれを見る観客、ストーリーは台本にあたるものとなっている。そのため、作中では敵同士であるキャラも裏に回れば仲がよい事が多い（『一寸法師』の一寸法師と太郎丸、『赤ずきん』の赤ずきんと狼など）。
同じ出典や作中での時代が近い場合、話の枠を超えて親交があり、例として同じ御伽草子に掲載された鉢かづき姫と一寸法師の2人は親交があった。

## 用語
月光条例（げっこうじょうれい）
「おとぎばなし」の世界でたった一つの条例。「月打」でおかしくなった世界を正すために、「おとぎばなし」の世界の長老らが作り出した。条文内容はただ一つ、「青き月光でねじれた『おとぎばなし』は猛き月光で正されねばならない」のみ。
執行者（しっこうしゃ）
月光条例のため選ばれた戦士。使者から執行者の証である三日月形の「極印」を体の一部に刻まれる。そして、〈使者〉を武器として扱い「月打」によっておかしくなった登場人物を正気に戻すため戦う。
各周期における月打の影響が収束すると「極印」を回収されて任を解かれ、報酬として打ち出の小槌によりなんでも一つだけ願い事を叶えて貰うことが出来る。
当初は執行者に選ばれるのは〈読み手〉（＝人間）と説明されていたが登場した〈執行者〉で純粋な〈読み手〉は「センセイ」だけ。高勢露は天女で、月光は〈登場人物〉。工藤伽耶はツクヨミの認めた正式な〈使者〉だが、使者の証である「極印」をどこにも刻まれていない。
月打（ムーンストラック、げつだ）
何十年かに一度起こる不可解な現象。青い月の光が「おとぎばなし」の世界を照らすと、「おとぎばなし」の世界がおかしくなってしまい、登場人物たちの性格や思想が歪み破壊や殺戮の限りを尽くすようになる。また、元の力が何倍にもなったり元々持っていなかった超常的な能力まで身に付けるようになる。生じる歪みや衝動はその人物が本来持っていた疑念や自らのアイデンティティーに対する否定、コンプレックスといった「負の感情」が増幅されたもの。
月打により正気を失った登場人物らは物語の筋書きでは果たせない目的や快楽を行動原理とする。敵役の場合は物語の主人公の殺害を企て、主人公の場合は行動が束縛される物語から飛び出して〈読み手〉の世界へやってくる。
月打によっておかしくなった「おとぎばなし」の住人が執行者の手によって正気に戻ればその登場人物が行った悪事は全てなかったこととなり、破壊されたものや負傷した人々などは全て元の状態に戻る。しかし、死んだり傷つけられた記憶は完全には消せず、トラウマのような形で深層意識に残る。また、月打された住人が戻ってから、「一寸法師」や「シンデレラ」のように、ストーリーの細部が変わる例もあれば、「浦島太郎」や「フランダースの犬」のように、筋書きが大きく変化する例も見られる。月打を受けたおとぎばなしは、条例執行により正された後も、その世界を隔てる壁のような物が緩むために、他の世界の登場人物が容易に入り込む事が出来るようになっている。
基本的には一つの物語で1人がおかしくなるが、2人以上の多人数が月打されている場合もある。また月打される対象は登場人物に限らず、金棒などの所持品、更には食物なども月打の対象になっている。
なお、青き月光に照らされなかった者は正気を保ち続け、一部の者は長老を通じて月打対策の援助を行う。
月打された間の記憶は本人は覚えていない場合がほとんどだが、覚えている（月打の影響が完全に抜けきらない）場合は条例執行後も超常能力を保持し続ける。
最強月打（ムーンストラックスト）
極々稀に発生する極めて強力な「月打」。
受けたキャラクターはおとぎばなしのキャラクターでありながら作者の存在を理解するなど、通常の月打を受けたキャラクターよりもはるかに思考が鮮明・複雑化する。作中で判明している限り、過去に最強月打を受けたものはチルチルとはだかの王様のみ。
〈登場人物〉（キャラクター）
おとぎ話の登場人物たちのこと。彼らはそれぞれの物語において「役者」として振る舞い、筋書きに沿った運命を繰り返し辿る。そのため、彼らは自分自身に訪れる運命や先の展開について知っており、場合によってはそのことに強い不満を抱く。また、別の物語と連絡を取り合うことが出来るため、博識な者は別のおとぎ話の存在やそこにいる登場人物たちのことを知っている。
登場人物たちは基本的に不老不死。原則として〈読み手〉界にあるものでは登場人物たちに痛手を負わせることは出来ない。また、彼らが発揮する力は読者パワァに比例して大きくなる。このため、多くの人々に読まれる物語の登場人物ほど大きな力を発揮する。
各物語における比率は圧倒的大半を主人公が占めており後述の「消滅」が発生する原因となる。脇役については一人二人欠けても物語の筋書きに影響しなければ問題は起きない。
消滅（デスアピア）
上記の月打が起こす最悪の事態。物語登場人物の中でも、桁違いの責任が課せられている主人公が5日以上自分の物語に戻らなかった場合に起こる。月打され暴走したことによっても、月打された者に追われて逃げ回った場合においても発生する。
5日のタイムリミットになると、その物語における全ての登場人物が本ごと消滅し（黒い霧状に霧散する）、同時にそれを読んでいた〈読み手〉からもその物語に関する記憶が完全に消えてしまう。一寸法師曰く「それがし達の住まう本にとっての完全なる『死』」。
これを防ぐには、本の世界にその主人公に代わる代役を置く必要があり、例として、鉢かづき姫は兄嫁に、一寸法師は打出の小槌で出した分身に代役をさせている。また、理由は不明だが打ち出の小槌が使われた後、チルチルには代役が立てられている。ただし代役を置いたとしても、その物語でのいわゆる「見せ場」となる場面の演技をせず、元のストーリーの大筋からずれてしまうと消滅が進んでしまう。
本来の「消滅」の発音は「ディサピア (Disappear)」であるが、作中では「死」を意味する「デス (Death)」とかけている模様 (Disappear+Death=Deathappear) 。
長老会（ちょうろうかい）
「おとぎばなし」の世界における最高機関。〈月打〉による「消滅」から自分たちの世界を守るための自治組織で〈読み手〉界側の実行部隊がツクヨミ。ただ一つの条文である「月光条例」を遵守することが目的であり、<月打>によって物語が歪んだ場合は自ら率先してそれを正し、場合によっては他の登場人物に事情を明かして協力させる。そのため、長老会メンバーはそれぞれ傑出した戦闘力を持つ。
「はだかの王様」以外ではツクヨミ司令の平賀帯刀（=「西遊記」の「孫悟空」）、「シンデレラ」の「仙女」、「浦島太郎」の「乙姫」、「白雪姫」の「継母」、「親ゆび姫」、「みにくいアヒルの子」、「花咲か爺」ではそれぞれ主人公が長老となっている。
長老になる基準は不明。長老には位があるようで、はだかの王様は正三位。
ツクヨミ（漢字表記は月へんに神）
10人以上の「おとぎばなし」の世界からの使者が属している秘密の公務員の団体で総数は1277名。執行者および使者同士でのチームをサポートをするために警察や自衛隊が協力している。
組織の長である平賀帯刀自身が長老会のメンバーであるため、事実上は長老会の〈読み手〉界支部で実行部隊。文化庁に属する政府機関であり、〈使者〉が〈読み手〉界で生活する費用を給与として与えているため、厳格な審査と登録制を敷いている。長老会の認めた正式な〈使者〉である鉢かづき姫もツクヨミに登録しなければ違法扱いされる。
「おとぎばなし」の世界の住人には、「おとぎばなし」の世界の道具しか効かないという理由上、彼らの使う武器は非常に特別な武器となっている。例として赤ずきんの一件で彼女の動きを封じるのに銃弾を放ったが、この銃弾の先端にはラプンツェルの髪の毛が螺旋状に仕込まれており、これにより本の世界の住人にも傷を負わせる事が出来る。
おひさま（太陽）
本の世界の住人から見て、おとぎばなしを読む〈読み手〉の中でも、特にその物語を非常に愛読している人物を指す言葉。例えば、赤ずきんにとっては神林佳代がこれにあたる。
登場人物達（特に主人公）はこの「おひさま」にあたる〈読み手〉のことは、例え数十年の月日が流れても決して忘れない。またその人物を裏切る行為や悲しませる（赤ずきん曰く「おひさまが曇る」）行為は絶対に行わない。また、「おひさま」に頭（鉢かづき姫なら頭の鉢）を撫でてもらう事は、住人達にとってはこの上ない喜びとされている。
玉手箱（たまてばこ）
おとぎばなし「浦島太郎」は、唯一月打から登場人物を条例執行とは別に治す方法が記されている物語とされており、その主人公・浦島太郎が物語の最後にもらう「玉手箱」は、その治療薬を作る道具となっている。亀によれば、この薬を作るのに必要なのは「絶望の気」、つまりは月打により有頂天となった者達には絶望のどん底まで突き落とされた気分を味わわせるのが根本的な治療方法と言える。
「浦島太郎」の内容で、浦島太郎は竜宮城で至高の悦楽を堪能し、そのまま300年経った地上に戻り、家族も自分を知る者がいなくなっていた事により強い絶望感を受けている。そこで彼が手渡されたこの箱を開ける事により、箱は彼からその絶望の気を吸い取り、次に老化させる煙を吹き出させる。絶望の気が抜けるとその者はしばらく全身から力が抜けて動けなくなる。その後、亀が箱を回収し、カクテルのように箱を振って気を薬に変えて、月打された者に配られる。つまり裏を返せば、この薬を作るには浦島太郎の犠牲が必然となってしまう。
「浦島太郎」が月打された際、同時期に月打されたパトラッシュがネロに上記の絶望の念を持ち、更に乙姫を喰い殺そうとしたため2人分の絶望の気が揃い、浦島太郎が機転を利かせて箱を開けて気を吸い取った事により、事態を一気に治める事が出来た。その後浦島太郎達が戻って以降、月光からの影響もあって「浦島太郎」の筋書きが変わり、浦島太郎は半日=半年で地上に戻り、玉手箱も受け取っていないため、上記の過程は筋書きから無くなっている。
読者パワァ（どくしゃぱわぁ）
読み手(人間)がおとぎばなしを読む事によりその本の世界に得られるエネルギーであり、そのエネルギーによりキャラクターが生き、おとぎばなしが存続する事できる。また読み手が減るとおとぎばなしは汚れ破れたり古くなったりし、逆に読み手が多ければ多いほどおとぎばなしのキャラクター達は強く元気になる。
〈サクシャ〉
それぞれの物語を書いた人物であり、物語側にとっては創造主（神様）。登場人物たちは作者の存在を認知していない。また、そうした存在がいると聞かされても簡単には信じない。
登場人物たちは作者自身が物語を書くにあたって想像した姿をしている。「マッチ売りの少女」はアンデルセン自身が母を投影したせいで母の面影を持つ。
おとぎ話界で作者の存在を認知したのはチルチルとはだかの王様だけ。
口伝で成立した物語には〈作者〉が存在せず、「異形のもの」が作者の座にある。
月光条例執行弾 / MAEB
ツクヨミの人間の使用する弾丸。弾頭に正常な満月の気を注入した銃弾である。チルチル戦で使用されたが、すべて無効化されていた。

## 章タイトル一覧
1. 本条例の目的（第1巻）
2. 一寸法師（第1巻 - 第2巻）
3. 居場所（第2巻）
4. シンデレラ（第2巻 - 第4巻）
5. きき耳ずきん（第4巻）
6. ピノキオ（第4巻）
7. わらしべ長者（第4巻）
8. ヘンゼルとグレーテル（第4巻）
9. あまんじゃくとうりこひめ（第4巻 - 第5巻）
10. 図書委員（第5巻）
11. おむすびころりん（第5巻）
12. 赤ずきん（第5巻 - 第6巻）
13. 入道雲（第6巻）
14. 通り雨（第7巻）
15. 舌切り雀（第7巻）
16. フランダースの犬プラスうらしま太郎（第7巻 - 第8巻）
17. 人魚姫（第8巻）
18. 血のハート（第8巻 - 第10巻）
19. さぼった日（第10巻）
20. プールの日（第10巻）
21. 海へ行こう（第10巻）
22. 千一夜の月（第10巻 - 第20巻）
23. いつもの日（第20巻 - 第21巻）
24. かぐや姫（第21巻 - 第29巻）

## 単行本
- 藤田和日郎 『月光条例』 小学館〈少年サンデーコミックス〉 全29巻

1. 2008年6月18日発売[小 1]、ISBN 9784091214201
2. 2008年9月18日発売[小 2]、ISBN 9784091214690
3. 2008年12月18日発売[小 3]、ISBN 9784091215192
4. 2009年3月18日発売[小 4]、ISBN 9784091216106
5. 2009年7月17日発売[小 5]、ISBN 9784091220189
6. 2009年9月17日発売[小 6]、ISBN 9784091217479
7. 2009年11月18日発売[小 7]、ISBN 9784091218865
8. 2010年2月18日発売[小 8]、ISBN 9784091221490
9. 2010年5月18日発売[小 9]、ISBN 9784091222978
10. 2010年8月18日発売[小 10]、ISBN 9784091225085
11. 2010年11月18日発売[小 11]、ISBN 9784091226600
12. 2011年1月23日発売[小 12]、ISBN 9784091227713
13. 2011年4月18日発売[小 13]、ISBN 9784091228543
14. 2011年7月15日発売[小 14]、ISBN 9784091231994
15. 2011年10月18日発売[小 15]、ISBN 9784091233363
16. 2012年1月18日発売[小 16]、ISBN 9784091235367
17. 2012年3月16日発売[小 17]、ISBN 9784091236180
18. 2012年5月18日発売[小 18]、ISBN 9784091236562
19. 2012年8月17日発売[小 19]、ISBN 9784091237903
20. 2012年11月16日発売[小 20]、ISBN 9784091240118
21. 2013年2月18日発売[小 21]、ISBN 9784091241832
22. 2013年4月18日発売[小 22]、ISBN 9784091242846
23. 2013年6月18日発売[小 23]、ISBN 9784091243232
24. 2013年8月16日発売[小 24]、ISBN 9784091243614
25. 2013年11月18日発売[小 25]、ISBN 9784091244956
26. 2014年1月17日発売[小 26]、ISBN 9784091245502
27. 2014年2月18日発売[小 27]、ISBN 9784091246103
28. 2014年3月18日発売[小 28]、ISBN 9784091246110
29. 2014年5月16日発売[小 29]、ISBN 9784091246172

## 舞台化
2014年11月13日から24日まで舞台『月光条例-月光編-』が笹塚ファクトリーを会場に全17公演行われた。
2015年9月27日から10月4日まで舞台『月光条例-カグヤ編-』が笹塚ファクトリーを会場に全11公演行われた。
いずれもカプセル兵団による公演。一部、回替わりのダブルキャスト。脚本・構成・演出は吉久直志。
また、クラウドファンディングによる資金協力を募った。
月光編のキャスト
- 岩崎月光 - 青木清四郎／吉久直志
- エンゲキブ - 清水りさ子
- 鉢かづき - 中山泰香
- 工藤伽耶 - 松元千明
- イデヤ・ペロー - 岡田勇輔
- 高木天道 - 吉久直志／青木清四郎
- 藤木裕美 - 信達谷江捺
- 一寸法師 - 畑中ハル
- シンデレラ - 谷口明日菜
- 赤ずきん - 工藤沙緒梨
- 平賀帯刀 - 藤本貴行
- 桃太郎 - 仁木紘
- はだかの王様 - 伊藤栄次／こぶしのぶゆき
- 白雪姫の継母 - 神里まつり
- 一寸法師の姫 - 山本結香
- 宰相 - 北啓志
- チルチル（大人） - 金澤洋之
- アラディン - 瀬谷和弘
- アリババ - 田中淳之
- シェラザード - 石神まゆみ
- ジン - 谷口洋行
- シンドバード - 小谷野大和
- マッチ売りの少女 - 小山内詩音
- お菊 - 冨田恭子
- アンデルセン - 歳岡孝士
- メーテルリンク - 吉本大輔
- チルチル - 北出浩二
- ミチル - 菅井育美
- 青い鳥 - 永澤菜教
- センセイ - 米倉啓
- 高勢露 - 周晴奈
- パフォーマー
  - 浦濱里奈
  - 蓮丘煉
  - 北村真帆
  - 佐藤美月
  - 川島千加子
  - 落司さとこ
  - 笠川奈美
  - 清水忠
  - 松岡美那／山岸みか

カグヤ編のキャスト
- 岩崎月光 - 青木清四郎／吉久直志
- エンゲキブ - 清水りさ子
- 工藤伽耶 - 松元千明
- 鉢かづき - 中山泰香
- 高木天道 - 吉久直志／青木清四郎
- オオイミ王 - 瀬谷和弘
- 岩崎徳三 - 西村太一
- 藤木裕美 - 森田朋依
- 伸剣のキョスイ - 鶴見直斗
- 隠形のアンセイ - 深沢幸弘
- 重撃のクウザン - 谷口洋行
- 冥速のシンゼツ - 酒井俊介
- 回転のメイジ - 米倉啓
- 溶天のガンドウ - 金澤洋之
- 発射剣のムガン - 須佐光昭
- マユキメ姫 - 國崎馨
- マリク・サイフ号 - 風間庸平
- わらしべ - 北出浩二
- きびだんご - 永澤菜教／天海祐子
- 赤絨毯 - 湯口智行
- はだかの王様 - こぶしのぶゆき／伊藤栄次
- 斉天大聖 - 藤本貴行
- 白雪姫の継母 - 神里まつり
- イデヤ・ペロー - 岡田勇輔
- 一寸法師 - 畑中ハル
- シンデレラ - 谷口明日菜
- 赤ずきん - 工藤沙緒梨
- 桃太郎 - 仁木紘
- 一寸法師の姫 - 川合麻璃
- マッチ売りの少女 - 小山内詩音
- お菊 - 冨田恭子
- 浦島太郎 - 矢島慎之介
- 乙姫 - 林智子
- ミチル - 菅井育美／高谷眞子
- ネロ - 菅井育美／吉原陽加
- ジェハン・ダース - 吉本大輔
- 聞き耳頭巾 - 矢澤正英
- 小竹 - 五十嵐翔太
- カグヤの父 - 黒田勇樹
- カグヤの母 - 斉藤優紀
- パフォーマー
  - yoshinori
  - 三瀬康之
  - 前野誠二
  - 政野屋遊太
  - 浦濱里奈
  - 片倉彩
  - 笠川奈美
  - 北村真帆
  - 佐藤美月
  - 佐藤きらら
  - 川島千加子
  - 山岸みか
  - 青木日紗子